# Германская оккупация Бельгии (1940—1945)

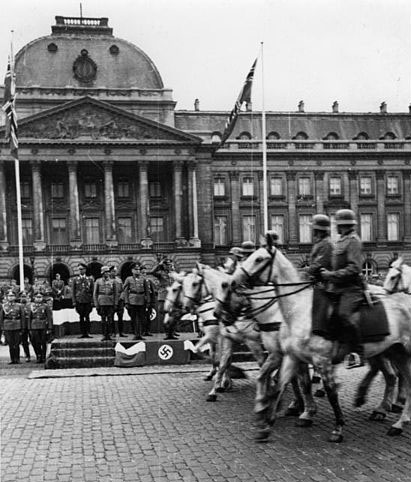
Немецкая кавалерия на параде в Брюсселе вскоре после вторжения в Бельгию (площадь перед Королевским дворцом, май 1940 года)

Герма́нская оккупа́ция Бе́льгии (фр. Occupation allemande de la Belgique, нидерл. Duitse bezetting van België, нем. Deutsche Besetzung von Belgien) началась 28 мая 1940 года, когда бельгийская армия капитулировала перед немецкими войсками, и продолжалась до освобождения Бельгии войсками антигитлеровской коалиции в феврале 1945 года.
После успешного вторжения Германии в Бельгию на территории королевства была создана военная администрация с прямым подчинением вермахту. Тысячи бельгийских солдат были взяты в плен, при этом многое оказались освобождены лишь в 1945 году. Немецкой администрации оказывала поддержку и содействие бельгийская гражданская служба. Созданные до начала войны бельгийские фашистские партии во Фландрии и в Валлонии также активно сотрудничали с оккупационным режимом, осуществляя вербовку бельгийцев для службы в немецкой армии. Продовольствие и топливо были строго нормированы, общественная жизнь находилась под надзором, средства массовой информации подвергались цензуре. Гражданское население, жившее вблизи стратегически важных целей, таких как железнодорожные узлы, находилось под угрозой авиационных бомбардировок союзников.
К 1942 году политика немцев на оккупированной территории стала более репрессивной, представители местного населения оказались под давлением со стороны оккупационных властей. Так, евреи подвергались систематическим преследованиям и депортации в концентрационные лагеря, оккупационной властью были приняты меры против возникновения политической оппозиции. Несмотря на протесты, немцы начали депортацию мирных жителей для работы на предприятиях в Германии. К 1944 году СС и нацистская партия получили значительно больший контроль над территорией оккупированной Бельгии: в июле 1944 года произошла замена военного правительства нацистской гражданской администрацией — рейхскомиссариатом Бельгии и Северной Франции. Между тем сформированное в конце 1940 года бельгийское Движение Сопротивления постепенно расширяло свою деятельность, привлекая новых участников, в том числе гражданских лиц.
В сентябре 1944 года войска союзников пересекли границу Бельгии и в короткие сроки освободили основную часть страны. В декабре того же года территория де-юре была включена в состав Великогерманского рейха, хотя коллаборационистские лидеры к тому времени бежали в Германию, а немецкое правительство фактически утратило контроль над регионом. Территория Бельгии была объявлена полностью освобождённой в феврале 1945 года. По оценкам исследователей, в общей сложности 40 690 бельгийцев (более половины из которых — евреи) стали жертвами оккупационных властей, а ВВП страны сократился на 8 %.

## Предыстория

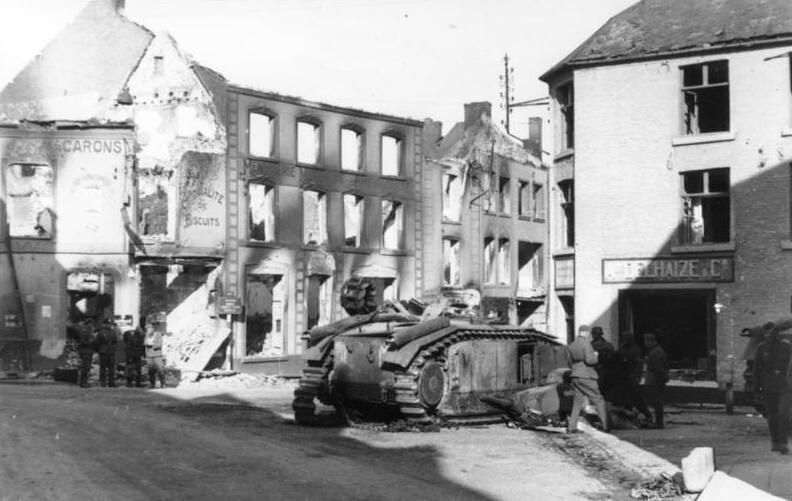
Валлонский город Бомон после окончания боёв (май 1940 года)

С момента обретения независимости в 1830 году Бельгия следовала политике нейтралитета, успешно избегая участия в крупных военных конфликтах эпохи, таких как Франко-прусская война. Тем не менее, в начале Первой мировой войны Германская империя вторглась на территорию Бельгии. В течение последовавшей оккупации союзники поощряли волнения в среде бельгийских рабочих, призывали к противодействию оккупантам посредством несоблюдения их требований, что привело к широкомасштабным репрессиям в отношении мирного населения со стороны немецкой армии.
Поскольку в межвоенный период в мире возросла политическая напряжённость, правительство Бельгии вновь объявило о своём намерении сохранять нейтралитет в случае войны в Европе. Вооружённые силы были реорганизованы в оборонительных целях, королевство вышло из нескольких международных военных договоров, подписанных после окончания Первой мировой войны. Началось строительство оборонительных сооружений на востоке страны. Когда в сентябре 1939 года Франция и Великобритания объявили войну Германии, Бельгия мобилизовала резервы, сохраняя при этом статус нейтрального государства.
10 мая 1940 года немецкие войска без объявления войны вторглись на территорию Бельгии. К концу 18-дневной кампании бельгийская армия была отброшена на северо-запад страны и окончательно капитулировала 28 мая. Правительство бежало во Францию, а затем в Великобританию, учредив правительство в изгнании. Возглавивший политическую группу премьер-министр Юбер Пьерло объявил о продолжении борьбы с нацистской Германией. В частности, члены правительства были ответственны за создание вооружённых формирований, известных как Силы Свободной Бельгии, которые состояли из бельгийских и колониальных войск и сражались в составе союзных сил.

## Администрация и управление
Вскоре после капитуляции бельгийских войск на оккупированной территории была учреждена военная администрация в Бельгии и Северной Франции (нем. Militärverwaltung in Belgien und Nordfrankreich), в состав которой вошли территории Бельгии и двух северных французских департаментов: Нор и Па-де-Кале; Брюссель получил статус административного центра. Кроме того, Германия аннексировала Эйпен-Мальмеди — немецкоязычный регион, переданный Бельгии в 1919 году в соответствии с условиями Версальского договора. Военную администрацию возглавил генерал вермахта Александр фон Фалькенхаузен, под его руководством в составе командного штаба находились две военные части: полевой жандармерии (нем. Feldgendarmerie, часть вермахта) и гестапо (нем. Geheime Staatspolizei, часть СС). Военно-административный штаб (нем. Militärverwaltungsstab) под командованием группенфюрера СС Эггерта Реедера отвечал за все экономические, социальные и политические вопросы на оккупированной территории.
| | | | | | |                                                              |                                                              |                                                              |                                                              |                                                              |                                                              | Немецкая военная администрация в Бельгии и Северной Франции Часть вермахта. Главнокомандующий: Александр фон Фалькенхаузен. | Немецкая военная администрация в Бельгии и Северной Франции Часть вермахта. Главнокомандующий: Александр фон Фалькенхаузен. | Немецкая военная администрация в Бельгии и Северной Франции Часть вермахта. Главнокомандующий: Александр фон Фалькенхаузен. | Немецкая военная администрация в Бельгии и Северной Франции Часть вермахта. Главнокомандующий: Александр фон Фалькенхаузен. | Немецкая военная администрация в Бельгии и Северной Франции Часть вермахта. Главнокомандующий: Александр фон Фалькенхаузен. | Немецкая военная администрация в Бельгии и Северной Франции Часть вермахта. Главнокомандующий: Александр фон Фалькенхаузен. |  |  |                                                  |                                                  |                                                  |                                                  | | | | | SiPo-SD Часть полиции безопасности и службы безопасности Независима от военной администрации, управляется из Берлина.     | SiPo-SD Часть полиции безопасности и службы безопасности Независима от военной администрации, управляется из Берлина.     | SiPo-SD Часть полиции безопасности и службы безопасности Независима от военной администрации, управляется из Берлина. | SiPo-SD Часть полиции безопасности и службы безопасности Независима от военной администрации, управляется из Берлина. | SiPo-SD Часть полиции безопасности и службы безопасности Независима от военной администрации, управляется из Берлина. | SiPo-SD Часть полиции безопасности и службы безопасности Независима от военной администрации, управляется из Берлина. |                   |                   |  |  |  |  |  |  |  |  |  |  |  |  |
| | | | | | |                                                              |                                                              |                                                              |                                                              |                                                              |                                                              | Немецкая военная администрация в Бельгии и Северной Франции Часть вермахта. Главнокомандующий: Александр фон Фалькенхаузен. | Немецкая военная администрация в Бельгии и Северной Франции Часть вермахта. Главнокомандующий: Александр фон Фалькенхаузен. | Немецкая военная администрация в Бельгии и Северной Франции Часть вермахта. Главнокомандующий: Александр фон Фалькенхаузен. | Немецкая военная администрация в Бельгии и Северной Франции Часть вермахта. Главнокомандующий: Александр фон Фалькенхаузен. | Немецкая военная администрация в Бельгии и Северной Франции Часть вермахта. Главнокомандующий: Александр фон Фалькенхаузен. | Немецкая военная администрация в Бельгии и Северной Франции Часть вермахта. Главнокомандующий: Александр фон Фалькенхаузен. |  |  |                                                  |                                                  |                                                  |                                                  | | | | | SiPo-SD Часть полиции безопасности и службы безопасности Независима от военной администрации, управляется из Берлина.     | SiPo-SD Часть полиции безопасности и службы безопасности Независима от военной администрации, управляется из Берлина.     | SiPo-SD Часть полиции безопасности и службы безопасности Независима от военной администрации, управляется из Берлина. | SiPo-SD Часть полиции безопасности и службы безопасности Независима от военной администрации, управляется из Берлина. | SiPo-SD Часть полиции безопасности и службы безопасности Независима от военной администрации, управляется из Берлина. | SiPo-SD Часть полиции безопасности и службы безопасности Независима от военной администрации, управляется из Берлина. |                   |                   |  |  |  |  |  |  |  |  |  |  |  |  |
| | | | | | |                                                              |                                                              |                                                              |                                                              |                                                              |                                                              | | | | | | |  |  |                                                  |                                                  |                                                  |                                                  | | | | | | | | | | |                   |                   |  |  |  |  |  |  |  |  |  |  |  |  |
| | | | | | | Военно-административный штаб Начальник штаба: Эггерт Реедер. | Военно-административный штаб Начальник штаба: Эггерт Реедер. | Военно-административный штаб Начальник штаба: Эггерт Реедер. | Военно-административный штаб Начальник штаба: Эггерт Реедер. | Военно-административный штаб Начальник штаба: Эггерт Реедер. | Военно-административный штаб Начальник штаба: Эггерт Реедер. | | | | | | |  |  | Командный штаб Начальник штаба: Бодо фон Харбоу. | Командный штаб Начальник штаба: Бодо фон Харбоу. | Командный штаб Начальник штаба: Бодо фон Харбоу. | Командный штаб Начальник штаба: Бодо фон Харбоу. | Командный штаб Начальник штаба: Бодо фон Харбоу.                                                                          | Командный штаб Начальник штаба: Бодо фон Харбоу.                                                                          | | | | | | | | |                   |                   |  |  |  |  |  |  |  |  |  |  |  |  |
| | | | | | | Военно-административный штаб Начальник штаба: Эггерт Реедер. | Военно-административный штаб Начальник штаба: Эггерт Реедер. | Военно-административный штаб Начальник штаба: Эггерт Реедер. | Военно-административный штаб Начальник штаба: Эггерт Реедер. | Военно-административный штаб Начальник штаба: Эггерт Реедер. | Военно-административный штаб Начальник штаба: Эггерт Реедер. | | | | | | |  |  | Командный штаб Начальник штаба: Бодо фон Харбоу. | Командный штаб Начальник штаба: Бодо фон Харбоу. | Командный штаб Начальник штаба: Бодо фон Харбоу. | Командный штаб Начальник штаба: Бодо фон Харбоу. | Командный штаб Начальник штаба: Бодо фон Харбоу.                                                                          | Командный штаб Начальник штаба: Бодо фон Харбоу.                                                                          | | | | | | | | |                   |                   |  |  |  |  |  |  |  |  |  |  |  |  |
| | | | | | |                                                              |                                                              |                                                              |                                                              |                                                              |                                                              | | | | | | |  |  |                                                  |                                                  |                                                  |                                                  | | | | | | | | | | |                   |                   |  |  |  |  |  |  |  |  |  |  |  |  |
| Комитет генеральных секретарей Представительство бельгийской гражданской администрации.                              | Комитет генеральных секретарей Представительство бельгийской гражданской администрации.                              | Комитет генеральных секретарей Представительство бельгийской гражданской администрации.                              | Комитет генеральных секретарей Представительство бельгийской гражданской администрации.                              | Комитет генеральных секретарей Представительство бельгийской гражданской администрации.                              | Комитет генеральных секретарей Представительство бельгийской гражданской администрации.                              |                                                              |                                                              |                                                              |                                                              |                                                              |                                                              | Экономический отдел | Экономический отдел | Экономический отдел | Экономический отдел | Экономический отдел | Экономический отдел |  |  |                                                  |                                                  | Полевая жандармерия и тайная полевая полиция     | Полевая жандармерия и тайная полевая полиция     | Полевая жандармерия и тайная полевая полиция                                                                              | Полевая жандармерия и тайная полевая полиция                                                                              | Полевая жандармерия и тайная полевая полиция                                                                              | Полевая жандармерия и тайная полевая полиция                                                                              | | | Гестапо Часть СС. | Гестапо Часть СС. | Гестапо Часть СС. | Гестапо Часть СС. | Гестапо Часть СС. | Гестапо Часть СС. |  |  |  |  |  |  |  |  |  |  |  |  |
| Комитет генеральных секретарей Представительство бельгийской гражданской администрации.                              | Комитет генеральных секретарей Представительство бельгийской гражданской администрации.                              | Комитет генеральных секретарей Представительство бельгийской гражданской администрации.                              | Комитет генеральных секретарей Представительство бельгийской гражданской администрации.                              | Комитет генеральных секретарей Представительство бельгийской гражданской администрации.                              | Комитет генеральных секретарей Представительство бельгийской гражданской администрации.                              |                                                              |                                                              |                                                              |                                                              |                                                              |                                                              | Экономический отдел | Экономический отдел | Экономический отдел | Экономический отдел | Экономический отдел | Экономический отдел |  |  |                                                  |                                                  | Полевая жандармерия и тайная полевая полиция     | Полевая жандармерия и тайная полевая полиция     | Полевая жандармерия и тайная полевая полиция                                                                              | Полевая жандармерия и тайная полевая полиция                                                                              | Полевая жандармерия и тайная полевая полиция                                                                              | Полевая жандармерия и тайная полевая полиция                                                                              | | | Гестапо Часть СС. | Гестапо Часть СС. | Гестапо Часть СС. | Гестапо Часть СС. | Гестапо Часть СС. | Гестапо Часть СС. |  |  |  |  |  |  |  |  |  |  |  |  |
| Бельгийская гражданская служба Бурмистры и местные правительства; жандармерия и служба государственной безопасности. | Бельгийская гражданская служба Бурмистры и местные правительства; жандармерия и служба государственной безопасности. | Бельгийская гражданская служба Бурмистры и местные правительства; жандармерия и служба государственной безопасности. | Бельгийская гражданская служба Бурмистры и местные правительства; жандармерия и служба государственной безопасности. | Бельгийская гражданская служба Бурмистры и местные правительства; жандармерия и служба государственной безопасности. | Бельгийская гражданская служба Бурмистры и местные правительства; жандармерия и служба государственной безопасности. |                                                              |                                                              | Региональные и областные штабы                               | Региональные и областные штабы                               | Региональные и областные штабы                               | Региональные и областные штабы                               | Региональные и областные штабы                                                                                              | Региональные и областные штабы                                                                                              | | | | |  |  |                                                  |                                                  |                                                  |                                                  | Коллаборационисты Фламандский национальный союз, «движение Рекс»; каждая группировка с собственной внутренней структурой. | Коллаборационисты Фламандский национальный союз, «движение Рекс»; каждая группировка с собственной внутренней структурой. | Коллаборационисты Фламандский национальный союз, «движение Рекс»; каждая группировка с собственной внутренней структурой. | Коллаборационисты Фламандский национальный союз, «движение Рекс»; каждая группировка с собственной внутренней структурой. | Коллаборационисты Фламандский национальный союз, «движение Рекс»; каждая группировка с собственной внутренней структурой. | Коллаборационисты Фламандский национальный союз, «движение Рекс»; каждая группировка с собственной внутренней структурой. | | | | |                   |                   |  |  |  |  |  |  |  |  |  |  |  |  |
| Бельгийская гражданская служба Бурмистры и местные правительства; жандармерия и служба государственной безопасности. | Бельгийская гражданская служба Бурмистры и местные правительства; жандармерия и служба государственной безопасности. | Бельгийская гражданская служба Бурмистры и местные правительства; жандармерия и служба государственной безопасности. | Бельгийская гражданская служба Бурмистры и местные правительства; жандармерия и служба государственной безопасности. | Бельгийская гражданская служба Бурмистры и местные правительства; жандармерия и служба государственной безопасности. | Бельгийская гражданская служба Бурмистры и местные правительства; жандармерия и служба государственной безопасности. |                                                              |                                                              | Региональные и областные штабы                               | Региональные и областные штабы                               | Региональные и областные штабы                               | Региональные и областные штабы                               | Региональные и областные штабы                                                                                              | Региональные и областные штабы                                                                                              | | | | |  |  |                                                  |                                                  |                                                  |                                                  | Коллаборационисты Фламандский национальный союз, «движение Рекс»; каждая группировка с собственной внутренней структурой. | Коллаборационисты Фламандский национальный союз, «движение Рекс»; каждая группировка с собственной внутренней структурой. | Коллаборационисты Фламандский национальный союз, «движение Рекс»; каждая группировка с собственной внутренней структурой. | Коллаборационисты Фламандский национальный союз, «движение Рекс»; каждая группировка с собственной внутренней структурой. | Коллаборационисты Фламандский национальный союз, «движение Рекс»; каждая группировка с собственной внутренней структурой. | Коллаборационисты Фламандский национальный союз, «движение Рекс»; каждая группировка с собственной внутренней структурой. | | | | |                   |                   |  |  |  |  |  |  |  |  |  |  |  |  |

Основано на Van den Wijngaert, Mark; Dujardin, Vincent. La Belgique sans Roi, 1940—1950. Nouvelle Historie de Belgique. — Brussels: Éditions Complexe, 2005. — Vol. 2: 1905—1950. — P. 19—20. — 633 p. — ISBN 2-8048-0078-4.

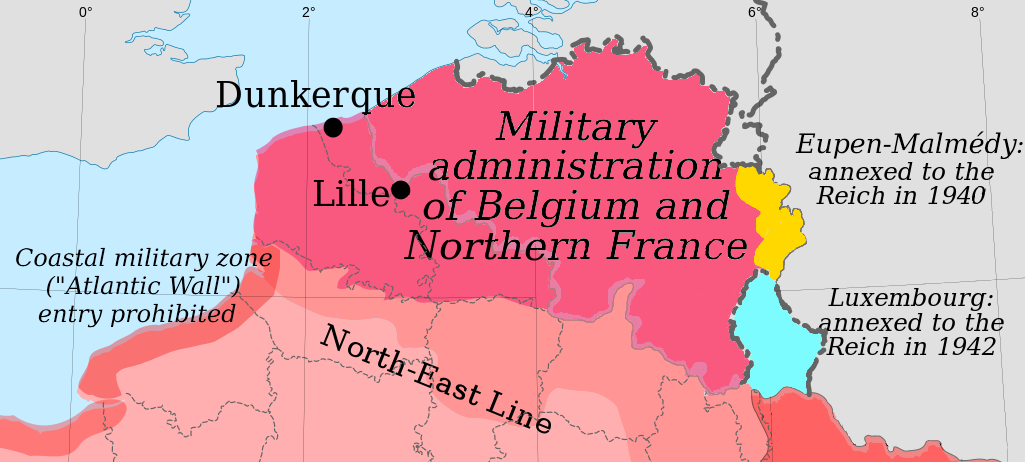
Карта территорий военной администрации, включавшей в себя два французских департамента (Нор и Па-де-Кале) и всю Бельгию, за исключением округа Эйпен-Мальмеди

В 1940 году, прежде чем покинуть страну, правительство Бельгии для управления территорией в отсутствие избранного правительства сформировало группу высокопоставленных государственных служащих, так называемый Комитет генеральных секретарей. В период оккупации Комитет продолжал свою работу, немецкие власти посчитали его соответствующим потребностям и целям военной администрации. В своей деятельности Комитет стремился не допустить участия немцев в вопросах управления оккупированными территориями, преследуя цель сохранения максимально возможной в условиях оккупации автономии бельгийской нации: члены Комитета считали, что смогут противостоять проведению немцами радикальной политики на оккупированных территориях, такой как принудительный труд и депортация местного населения. В действительности, по оценкам историков, Комитет лишь позволил немецким властям осуществлять свою политику эффективнее, чем военное правительство могло бы обеспечить насильственными методами.
В июле 1944 года военная администрация была преобразована в рейхскомиссариат Бельгия и Северная Франция (нем. Reichskommissariat Belgien und Nordfrankreich) — гражданское правительство (нем. Zivilverwaltung) во главе с обергруппенфюрером НСКК Йозефом Грое. Административно территория была разделена на рейхсгау, что предполагало значительное усиление власти нацистов в регионе. Однако в целом к 1944 году немцы всё чаще были вынуждены делегировать полномочия по вопросам повседневного управления территориями местным гражданским властям и организациям.

### Леопольд III

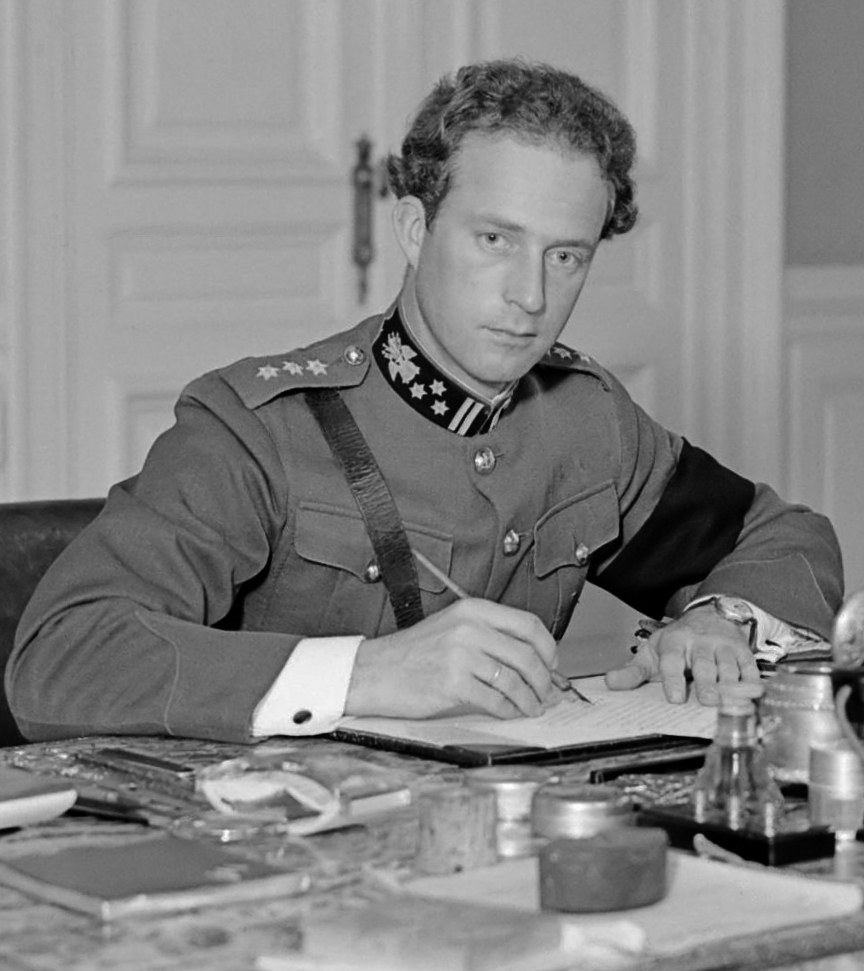
Король бельгийцев Леопольд III (1934 год)

Кронпринц Леопольд взошёл на престол в 1934 году, после смерти отца — короля Альберта I. В соответствии с бельгийским законодательством, до войны Леопольд III был гарантом политического и военного нейтралитета королевства. Согласно Конституции монарх играл важнейшую роль в осуществлении политики страны, являлся главнокомандующим вооружёнными силами королевства.
28 мая 1940 года бельгийская армия во главе с королём капитулировала. Дальнейшие действия Леопольда III, отказавшегося покинуть страну, по заявлениям членов правительства в изгнании нарушали положения Конституции: министры, ссылаясь на пример королевы Вильгельмины, рекомендовали, а в дальнейшем законодательно предписывали королю бежать во Францию или Великобританию, чтобы сформировать и возглавить правительство в изгнании, сплотить Движение Сопротивления. Отказ Леопольда III покинуть Бельгию не только подорвал его политический авторитет, но и вызвал обвинения в коллаборационизме.

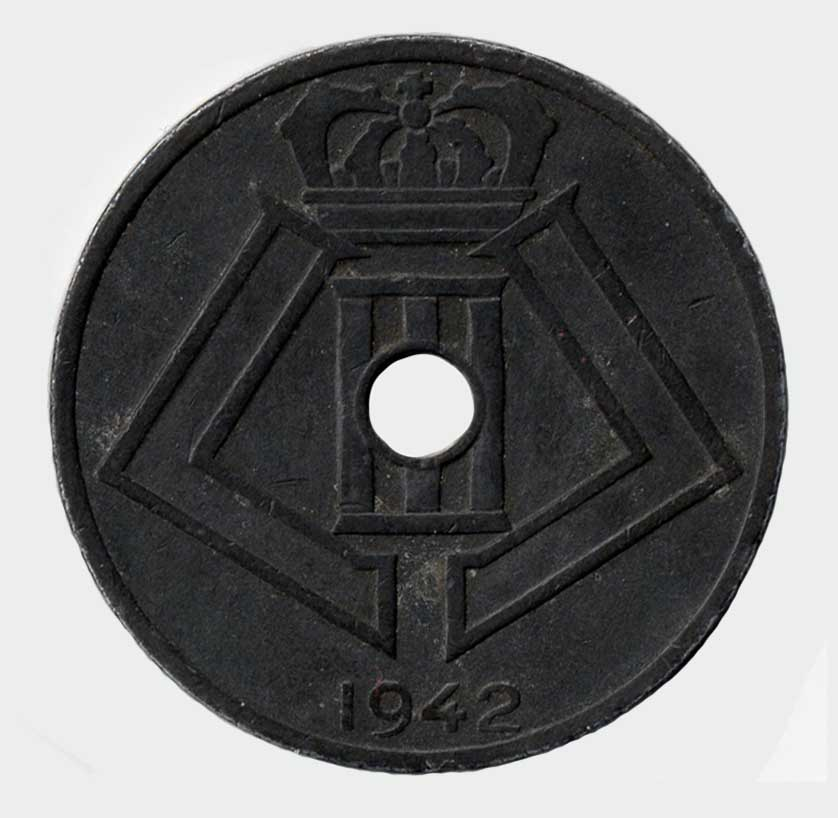
Бельгийская монета номиналом в 25 сантимов с монограммой короля Леопольда III, отчеканенная в период оккупации

Деятельность короля и его роль в жизни страны оставались противоречивыми в течение всего периода оккупации. С одной стороны, монарх стремился найти договорённость с немецким правительством в надежде на то, что Бельгия продолжит своё существование в качестве единого, хотя и полунезависимого государства в Европе с доминирующей Германией. 19 ноября 1940 года Леопольд III посетил Гитлера в Берхтесгадене с целью добиться освобождения бельгийских военнопленных; соглашение не было достигнуто, и король вернулся в Бельгию. С другой точки зрения, непоследовательность и двойственность действий короля доказывала, что Леопольд, до войны выражавший антисемитские взгляды, сотрудничал с нацистскими оккупационными силами, а не защищал интересы своей страны.

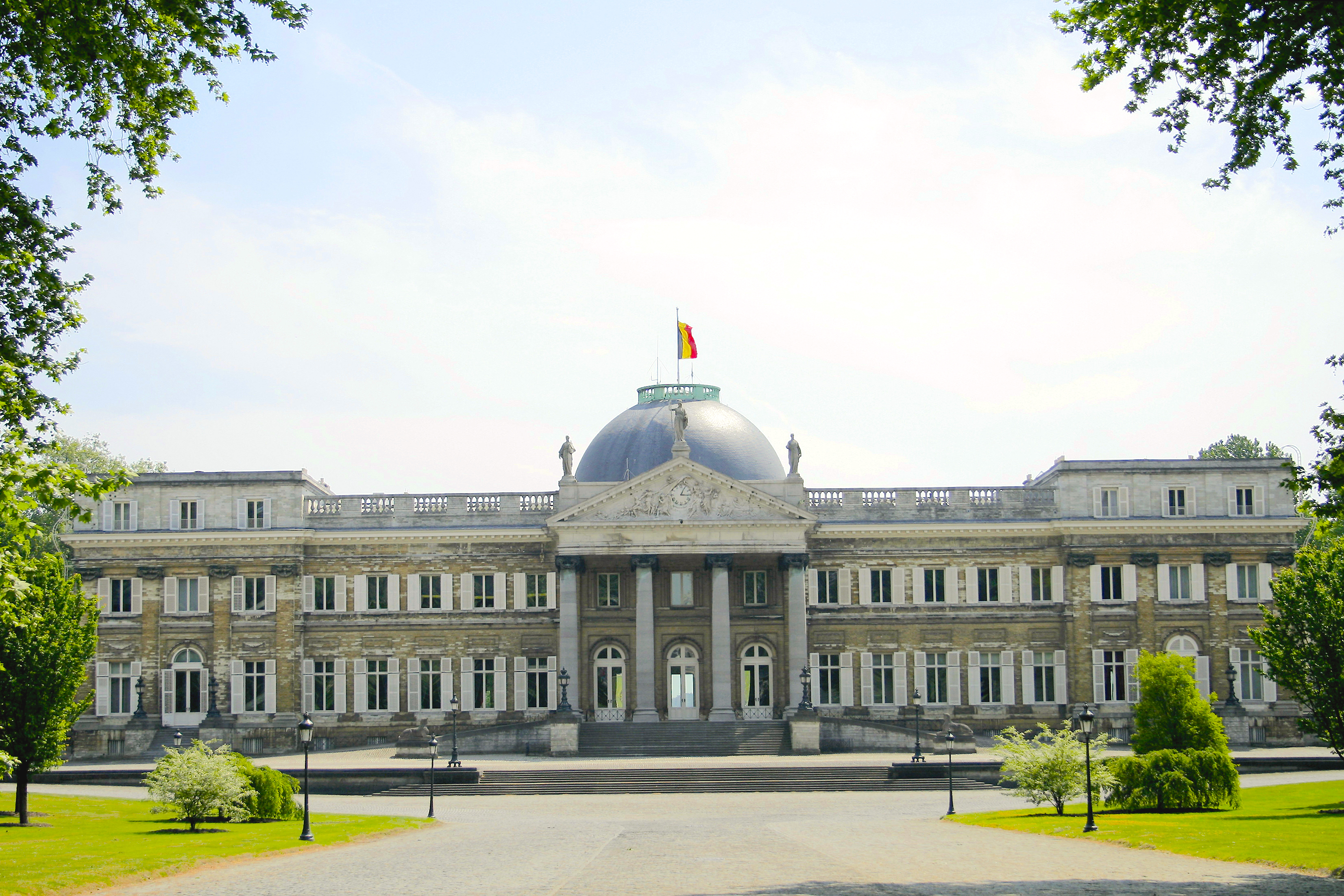
Дворец Лакен, где в период оккупации король содержался под домашним арестом

До конца войны король содержался под домашним арестом во дворце Лакен. В 1941 году, всё ещё находясь в заключении, Леопольд женился на Лилиан Байльс, что окончательно разрушило его репутацию: брак был расценён как «дискредитирующий притязания короля на статус мученика». Несмотря на фактическое положение заключённого, Леопольд оставался видным политическим и общественным деятелем, на бельгийских монетах и марках продолжали изображаться портрет и монограмма короля. Находясь под арестом, в 1942 году Леопольд III направил письмо Гитлеру, результатом которого стало «спасение около 500 000 бельгийских женщин и детей от принудительной работы на военных заводах Германии». В январе 1944 года Леопольд был депортирован в Германию, где и оставался до окончания войны.
Формально в период заключения Леопольд III оставался одним из лидеров правых движений сопротивления; пропаганда союзников изображала его как мученика, разделяющего судьбу оккупированной страны. Однако попытки членов правительства в изгнании убедить Леопольда официально перейти на сторону антигитлеровской коалиции оказались тщетными: монарх последовательно отказывался не только публично поддерживать союзников, но и осуждать действия Германии на оккупированных территориях. После войны утверждения о поддержке королём оккупационного режима спровоцировали политический кризис, приведший к отречению Леопольда III от престола в 1951 году.

## Повседневная жизнь в оккупированной Бельгии

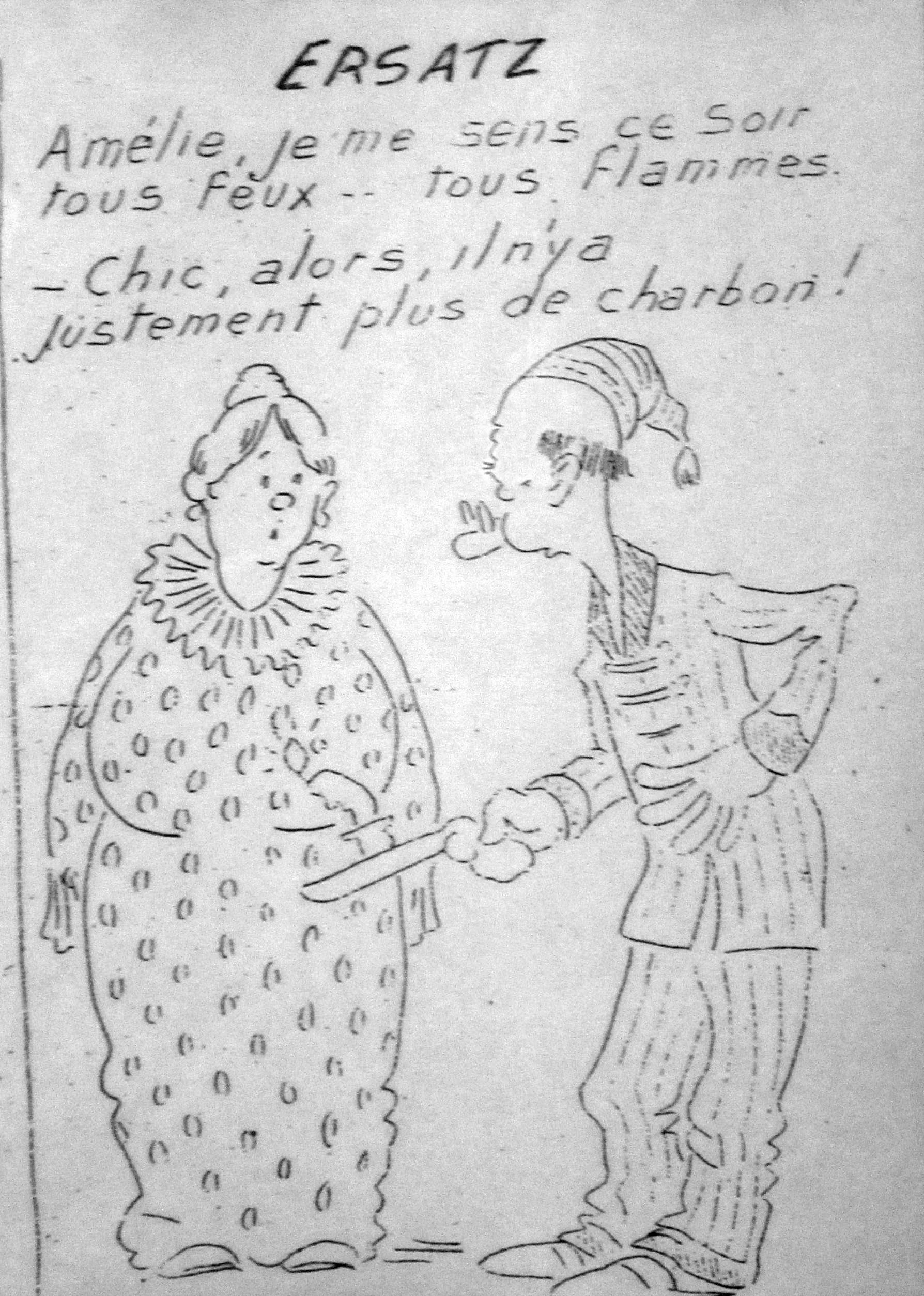
Карикатура, демонстрирующая проблему нехватки топлива в оккупированной Бельгии. «Амели, я чувствую, что… горю». — «Отлично, потому что угля больше нет!»

Уровень жизни в оккупированной Бельгии значительно снизился по сравнению с довоенными показателями. Выплата заработных плат задерживалась, оккупационные власти утроили количество денег в обращении, что привело к непрерывному росту инфляции. Ухудшение жизненных условий проявилось также в сокращении рождаемости и увеличении смертности: по данным швейцарской печати, в Бельгии в 1939 году зарегистрировали 126 257 рождений и 110 393 случая смерти; в 1940 году было зафиксировано соответственно 110 323 и 125 083, а в 1941 году — 98 417 и 118 670 случаев.
На оккупированных территориях была введена жёсткая цензура. Издания пронацистских политических партий продолжали издаваться наряду с так называемыми «украденными» газетами, такими как Le Soir или Het Laatste Nieuws, публиковавшимися немцами без разрешения владельцев изданий. Тираж подобной прессы, равно как и объём продаж партийных изданий, оставался на высоком уровне вплоть до окончания войны. Часть местного населения прослушивала регулярные радиотрансляции из Великобритании, так называемое Radio Belgique, несмотря на соответствующий запрет оккупационных властей, действовавший с декабря 1940 года.
С начала оккупации немецкие государственные структуры производили изъятие и конфискацию произведений искусства, хранившихся в частных и государственных собраниях. Первоначально жертвами становились евреи и преследовавшиеся как евреи лица. Затем началось расхищение культурных ценностей, находившихся в бельгийских государственных коллекциях, в том числе музеях и галереях. Поисками необходимых экспонатов занимались представители высокопоставленных коллекционеров Германии, действовавшие как почти официально, так и тайно. Так, 16 мая 1940 года бельгийскими фашистами из собора Святого Бавона в Генте тайно был вывезен «Гентский алтарь» работы Яна ван Эйка. В расследовании кражи в течение нескольких месяцев принимали участие бельгийская полиция и гестапо. Как выяснилось позднее, вначале алтарь был вывезен в музей Гитлера в Линце, а в дальнейшем подлежал захоронению в заброшенных шахтах наравне с другими украденными нацистами произведениями искусства. Подобным образом исчезла скульптура «Мадонна Брюгге», выполненная Микеланджело Буонарроти: в 1944 году отступавшие из города немцы тайно вывезли статую в одном из грузовых автомобилей. Впоследствии «Мадонна» была обнаружена в музее фюрера.

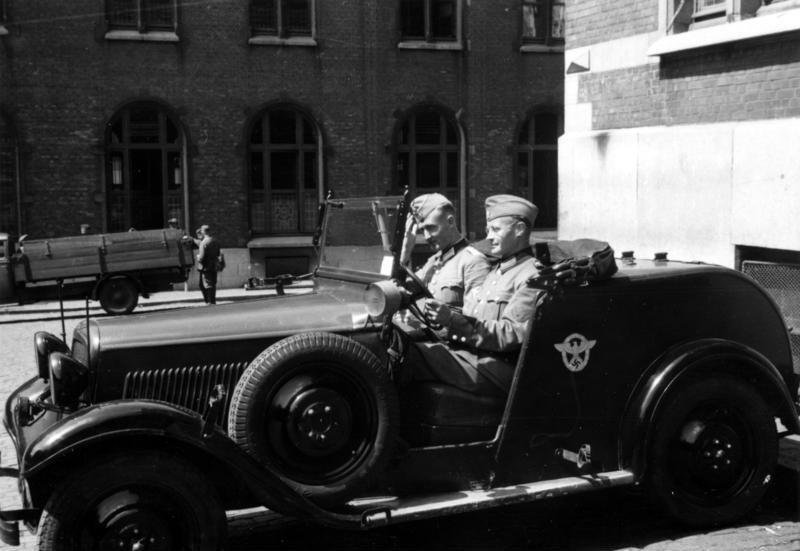
Немецкий моторизованный патруль на улицах бельгийского города (1940 год)

В сфере образования также произошли изменения. По решению созданной немецким правительством комиссии из учебных заведений изымались и уничтожались учебники, в которых оценка действий немецких оккупационных сил в Бельгии в период Первой мировой войны носила негативную окраску. В высшие учебные заведения направлялись комиссары для надзора за деятельностью и устройством университетов, включая бухгалтерию, преподавание учебных дисциплин и преподавательский состав. Так, назначенный в Брюссельский университет комиссар в первый же день отстранил от преподавания 14 профессоров, а 5 июня 1943 года был арестован ректор университета. Взамен уволенным профессорам на преподавательские и руководящие должности назначались «приглашённые» специалисты из Германии. Кроме того, известны случаи использования профессоров университетов Гента, Льежа и Брюсселя в качестве заложников при конвоировании воинских эшелонов. Их помещали в первом вагоне состава, и в случае диверсий со стороны участников Сопротивления профессора погибали первыми. Наконец, многие антифашистски настроенные преподаватели университетского центра Лёвена были принудительно помещены в нацистские концентрационные лагеря Бухенвальд, Гросс-Розен, Нойенгамме, а также в форт Бреендонк на территории Бельгии.
Несмотря на введение цензуры и снижение уровня жизни, многие деятели искусства остались в оккупированной стране и продолжали участвовать в культурной жизни региона, публикуя свои произведения в местных средствах массовой информации. Так, бельгийский художник Эрже, известный популяризатор комиксов, в период оккупации завершил три тома «Приключений Тинтина», опубликованных в пронацистской газете Le Soir.

### Нормирование продовольствия
В начале 1940 года бельгийское правительство разработало чрезвычайную систему нормирования продуктов питания, которая была реализована 10 мая 1940 года, в день начала немецкого вторжения. В дальнейшем немецкие оккупационные власти использовали зависимость Бельгии от импорта продовольствия в качестве инструмента ведения переговоров. Новые рациональные нормы потребления пищевых продуктов, установленные для бельгийских граждан, составляли примерно две трети от аналогичных норм для немецкого населения; данный показатель являлся одним из самых низких в оккупированной Европе. В среднем нехватка продовольствия привела к потере от пяти до семи килограммов веса на одного бельгийца.
Для гражданина Бельгии норма продовольствия составляла 225 граммов хлеба ежедневно, а также 250 (по иным данным, 125) граммов масла, 1 килограмм сахара, 1 килограмм мяса и 15 килограммов картофеля ежемесячно. Позднее норма была существенно урезана, и единственным средством выживания большей части мирного населения стали рыболовство и ведение личных подсобных хозяйств. Несколько десятков тысяч немцев-«колонистов», напротив, имели повышенные нормы продуктов питания (например, 600 граммов хлеба для одного человека ежедневно).
Вскоре после введения системы нормирования в регионе возник чёрный рынок продовольственных товаров, продукты питания на котором имели чрезвычайно высокую стоимость. Разница между ценами в «легальном» магазине и на чёрном рынке составляла до 650 %, в дальнейшем цены продолжали расти. К концу войны, благодаря колоссальной прибыли, получаемой чёрным рынком, система незаконного оборота товаров получила наибольшее распространение. Кроме того, в незаконную торговлю были вовлечены немецкие тыловые службы, осуществлявшие, в основном, «поставки» военного продовольствия на чёрный рынок.

### Союзные бомбардировки
Фабрики, заводы, порты и другие стратегически важные объекты на территории оккупированной Бельгии, использовавшиеся в интересах военной промышленности Германии, являлись основными целями бомбардировок со стороны союзников — как британских Королевских военно-воздушных сил (англ. Royal Air Force, RAF), так и Воздушного корпуса Армии США (англ. United States Army Air Forces, USAAF). Многие промышленные зоны располагались в окрестностях населённых пунктов, и неточность бомбардировок неоднократно приводила к значительным жертвам среди мирных жителей.

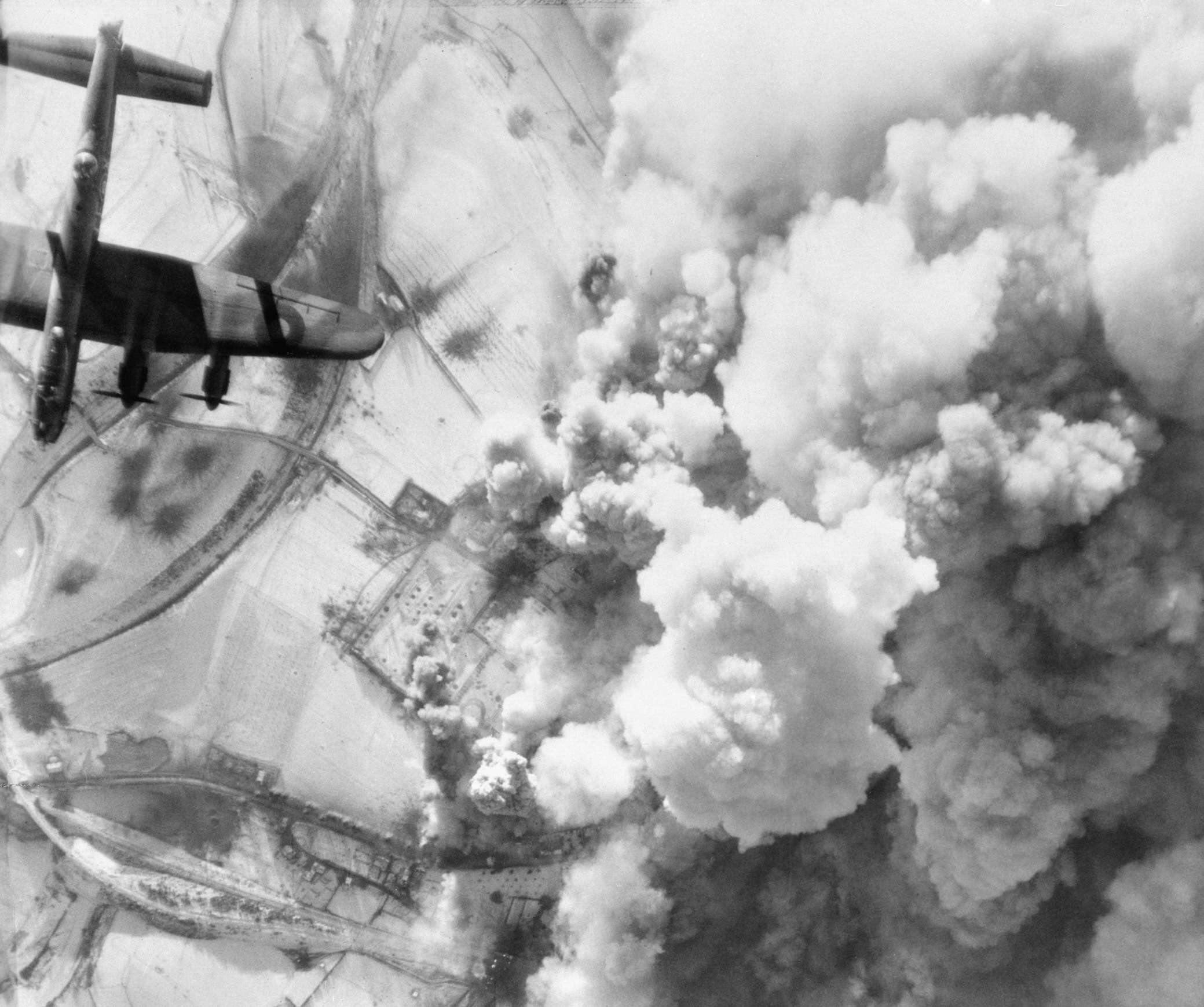
Бомбардировщики Avro Lancaster Королевских ВВС атакуют бельгийский город Сен-Вит в Арденнах (декабрь 1944 года)

В первые годы оккупации бомбардировки союзников чаще всего принимали форму одиночных атак на отдельные объекты, такие как порты Кнокке и Зебрюгге, а также аэродромы люфтваффе. В 1941—1942 годах на территории Бельгии было построено около 6000 бомбоубежищ общей стоимостью в 220 миллионов франков. С 1943 года союзники начали атаковать промышленные объекты, расположенные в городской черте. Так, 5 апреля 1943 года во время воздушной атаки на автомобильный завод компании «Minerva» в городе Мортсел (близ Антверпена) лишь две бомбы, сброшенные бомбардировщиками 8-й воздушной Армии США, поразили цель. Остальные снаряды общим весом в 24 тонны поразили городские районы, потери среди мирного населения составили 936 человек убитыми и 1340 ранеными.
Весной 1944 года, в рамках подготовки к высадке в Нормандии, союзники разработали план совместных стратегических бомбардировок железнодорожных узлов и транспортных сетей Северной Франции и Бельгии. Многие из этих объектов находились вблизи густонаселённых городов, таких как Ла-Лувьер и Кортрейк, подвергшихся бомбардировкам в марте 1944 года. Финальная фаза операции привела к гибели 1500 гражданских лиц. Частота бомбардировок объектов на территории Бельгии неуклонно увеличивалась с продвижением союзников в глубь оккупированных районов. В результате союзных бомбардировок во время освободительных операций (сентябрь 1944 года) погибли 9750 бельгийцев, 40 000 получили ранения.
Политика союзников в отношении бомбардировок осуждалась многими бельгийскими религиозными и политическими деятелями. Так, кардинал Йозеф ван Руй, примас Бельгии, обратился к командующим войсками союзников с просьбой «пощадить частную собственность граждан, поскольку в противном случае цивилизованный мир однажды привлечёт к ответственности виновных в ужасном обращении с невинной и преданной [союзникам] страной».

## Экономическое положение
В период оккупации правительство Германии взимало с бельгийских граждан не только налоги на военные расходы, но и сборы на возмещение «издержек внешней оккупации», или так называемые «антибольшевистские сборы», для поддержки операций на других фронтах Второй мировой войны. В общей сложности за весь период оккупации выплаты немецкому правительству составили почти две трети национального дохода Бельгии — 5,7 миллиарда рейхсмарок; всего же доход Германии за счёт оккупированной Бельгии составил 67 миллиардов бельгийских франков. Финансовая политика немецких властей, производивших массовую эмиссию национальной валюты Бельгии, обрушила курс бельгийского франка, что значительно повысило размер «антибольшевистского сбора», а также сделало экономически выгодным экспорт товаров из Германии в Бельгию.
Значительная часть запасов бельгийского золота, которым, в частности, была обеспечена денежная единица бельга, ещё до вторжения Германии была вывезена в Великобританию, Канаду и США. Однако более 198 тонн золота было передано Банку Франции и отправлено в Дакар во Французской Западной Африке. При режиме Виши золото было конфисковано немцами и в дальнейшем использовалось для покупки боеприпасов и вооружения в нейтральных Швейцарии и Швеции.

### «Доктрина Галопина»
В мае 1940 года, перед эвакуацией во Францию, бельгийское правительство учредило экономический комитет под руководством Александра Галопина (фр. Comité Galopin), уполномоченный на управление экономической деятельностью страны. Галопин являлся директором «Société Générale de Belgique» — крупнейшей в Бельгии компании, контролировавшей почти 40 % промышленного производства страны. В период оккупации комитет поддерживал контакты как с немецкой администрацией, так и с правительством в изгнании.
Комитет в своей деятельности руководствовался так называемой «доктриной Галопина». Данная политика предполагала, что бельгийские компании продолжат производить под немецким контролем товары жизненной необходимости (продукты питания, товары народного потребления), но откажутся осуществлять производство военной техники и боеприпасов — всего, что может быть использовано немецкими вооружёнными силами. Однако на практике бельгийские промышленники находились под постоянным давлением и были вынуждены обходить налагаемые доктриной ограничения: так, например, было восстановлено сталелитейное производство в восточной Бельгии.
Политика, проводимая Галопином, стала попыткой предотвратить повторение опыта Первой мировой войны, когда союзники побуждали бельгийских рабочих пассивно сопротивляться немцам, прекращая работу, — экономика и промышленность Бельгии неминуемо потерпели бы крах. Однако в 1940 году немцы применили иные методы: с началом оккупации были предприняты массовые депортации бельгийских рабочих и промышленного оборудования на заводы Германии, что положительно сказалось за немецкой экономике. Несмотря на общий характер сопротивления нацистским оккупантам, политика Галопина многими исследователями трактуется как сотрудничество режиму: начиная с 1941 года немецкие власти настойчиво предлагали бельгийским предпринимателям, во многих случаях под страхом смерти, делать выбор между отказом производить военную продукцию и обходом доктрины, что означало сотрудничество с оккупационным режимом в качестве коллаборационистов.

### Депортация и принудительный труд

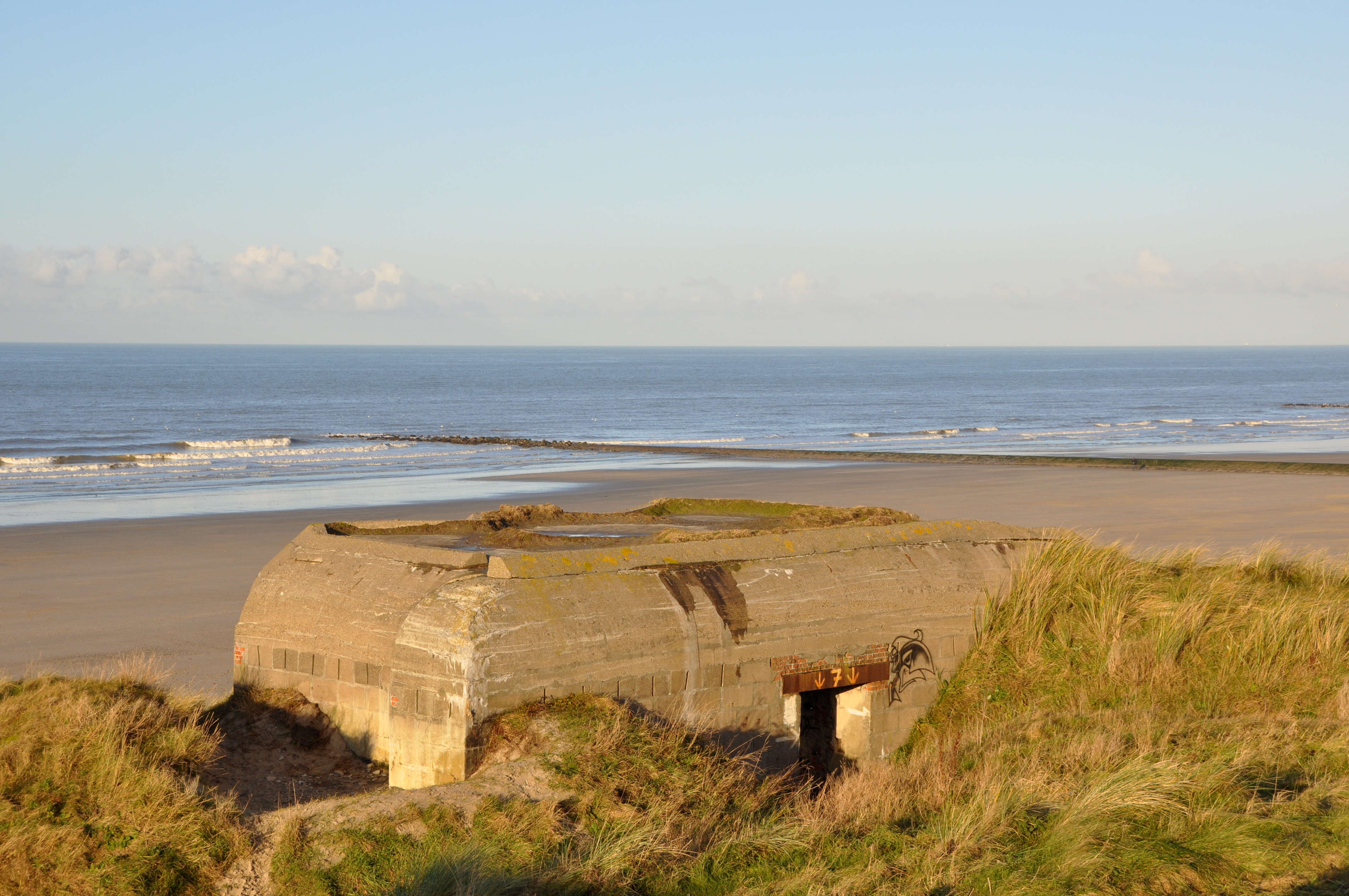
Немецкий бункер — часть Атлантического вала, сооружённого рабочими организации Тодта

До конца 1941 года бельгийские рабочие имели право добровольно отправиться на работу в Германию; более 180 000 человек покинули Бельгию, надеясь на лучшие оплату труда и условия жизни. Около 3000 бельгийцев вступили в организацию Тодта (нем. Organisation Todt, OT), ещё 4000 человек присоединились к военизированному Национал-социалистическому механизированному корпусу (нем. Nationalsozialistisches Kraftfahrkorps, NSKK). С октября 1942 года, несмотря на протесты Комитета генеральных секретарей, началась принудительная депортация бельгийских рабочих в Германию. Предприятия региона были обязаны выделить для этих целей 10 % от всей рабочей силы, но в 1943 году для работы в Германии было призвано всё трудоспособное население страны. Всего в период с 1940 по 1944 год депортации подверглись около 145 000 граждан, большинство из них трудилось в тяжёлых условиях в качестве чернорабочих на промышленных и сельскохозяйственных предприятиях Германии, периодически подвергавшихся союзным бомбардировкам.
Более 200 000 человек, так называемые рефрактеры (фр. réfractaires), уклоняясь от принудительной депортации, перешли на нелегальное положение. Как правило, им оказывали помощь организации сопротивления, такие как Фронт независимости, обеспечивавшие рефрактеров продовольствием и фальшивыми документами. Кроме того, сами организации сопротивления в период с конца 1942 года активно расширяли свою деятельность за счёт вступавших в их ряды добровольцев-рефрактеров.

## Бельгийские военнопленные
Практически все военнослужащие бельгийской армии, не погибшие в бою, были захвачены в плен во время Бельгийской операции в мае 1940 года. По окончании боевых действий многие военнопленные были освобождены либо бежали из плохо охраняемых мест заключения, при этом беглые заключённые редко разыскивались немецкими оккупационными властями.

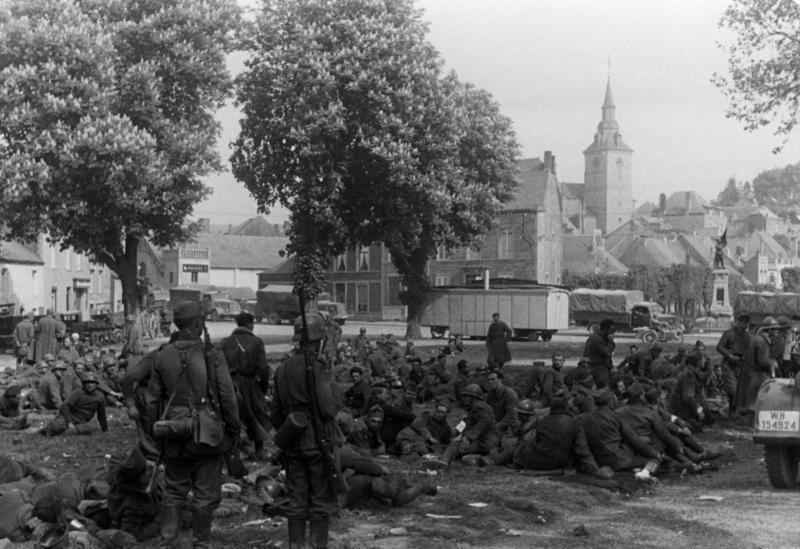
Пленные бельгийские военнослужащие под немецкой охраной (Кувен, май 1940 года)

Вскоре после завершения Французской кампании оставшиеся в плену бельгийские военнослужащие были депортированы в лагеря для военнопленных (нем. Kriegsgefangenenlager) в Германии, Австрии и Польше. Офицеры бельгийской армии подвергались депортации в отдельные офицерские лагеря — «офлаги» (нем. Offizierslager, Oflag), а пленные бойцы и младшие командиры — в «шталаги» (нем. Stammlager, Stalag). С позиции нацистских оккупационных властей бельгийские заключённые представляли собой источник дешёвой рабочей силы, которую можно было использовать в сельском хозяйстве и на промышленных предприятиях наравне с призванным и депортированным гражданским населением Германии и оккупированных стран.
Точное число депортированных военнопленных неизвестно, однако многие исследователи приводят приблизительные данные о 225 000 заключённых, что составляет около 30 % от общей численности мобилизованных в 1940 году вооружённых сил. Большинство бельгийских заключённых было вынуждено трудиться на горнодобывающих предприятиях и в сельском хозяйстве. В заключении, в условиях антисанитарии и отсутствия медицинской помощи, погибло около 2000 бельгийских военнопленных.

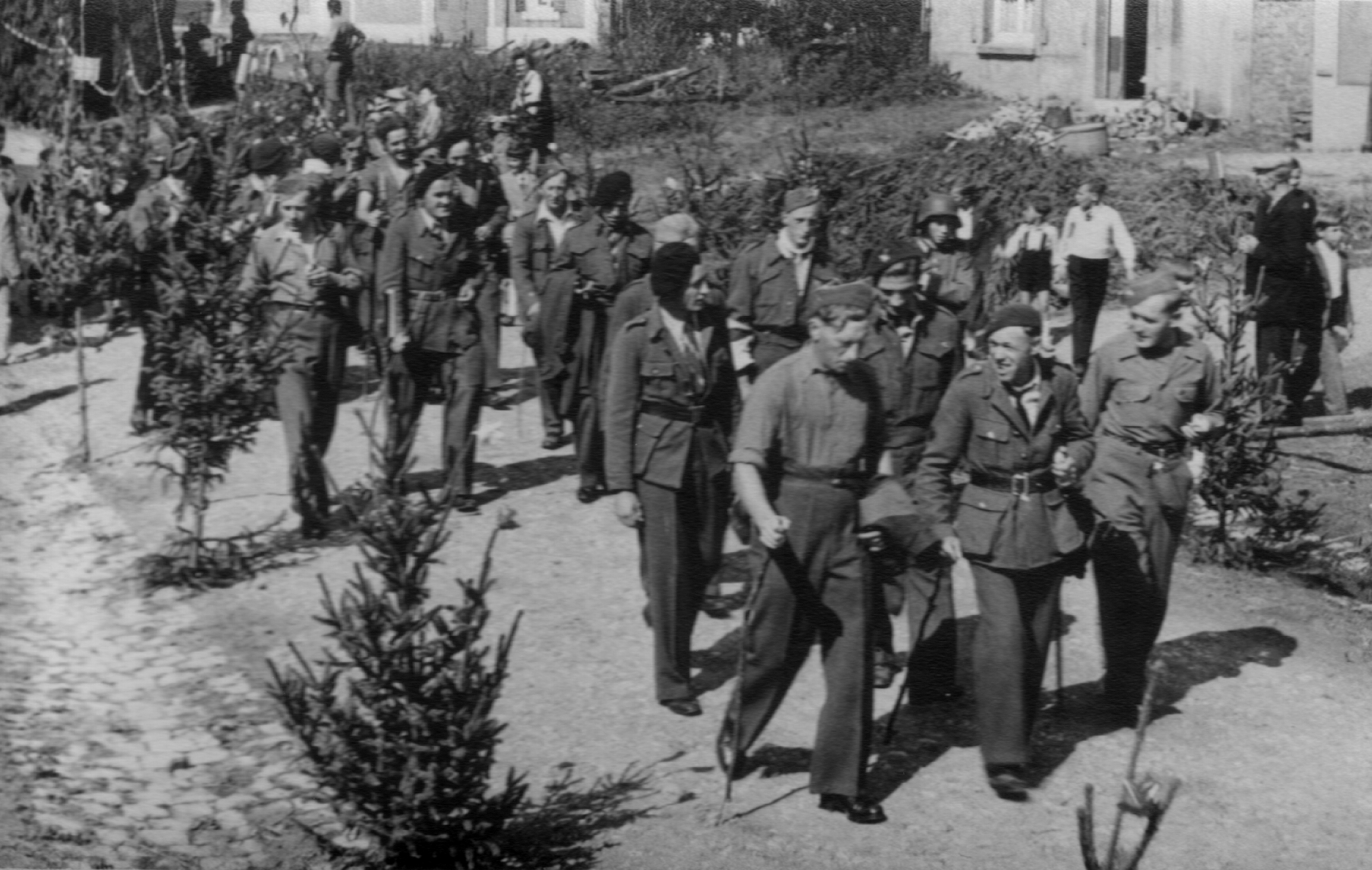
Возвращение бельгийских военнопленных (Шини, 1945 год)

В гражданской среде оккупированной Бельгии часто организовывались благотворительные сборы в пользу военнопленных. Например, бельгийская почтовая служба начиная с 1942 года проводила ежегодный серийный выпуск почтовых марок «в пользу военнопленных и их семей».
К 1945 году около 64 000 бельгийских военнослужащих всё ещё находились в плену, из их числа лишь 2000 являлись фламандцами. Согласно данным, представленным на Нюрнбергском процессе, к концу войны в заключении оставалось 53 000 бельгийских военнопленных, однако по иным оценкам их число могло доходить до 70 000 человек. Четверть заключённых, освобождённых в 1945 году, страдала тяжёлыми инфекционными заболеваниями, в основном туберкулёзом.
После окончания войны в общей сложности 165 000 бельгийских военнослужащих получили «свидетельства военнопленных» (фр. brevet des prisonniers), подтверждающие их постоянный статус ветеранов войны. В 1947 году королевским декретом была учреждена медаль военнопленного 1940—1945 годов.

### Репатриация
Изначально немецкая военная администрация рассматривала содержание под стражей всех бельгийских военнопленных как явление временное и нежелательное. Так, Александр фон Фалькенхаузен, глава военной администрации, и Эггерт Реедер, начальник военно-административного штаба, считали длительное заключение и сегрегацию бельгийских военнослужащих по этническому признаку «неоправданно наносящими ущерб гражданскому порядку в Бельгии». 15 июля 1940 года военная администрация объявила о скором освобождении всех бельгийских заключённых, однако позднее решение было отменено как «ошибочное».
Поскольку немцы практически не занимались розыском бежавших заключённых, попытки побега были достаточно распространены. В общей сложности было осуществлено 6770 попыток побега бельгийских военнопленных из нацистских лагерей.

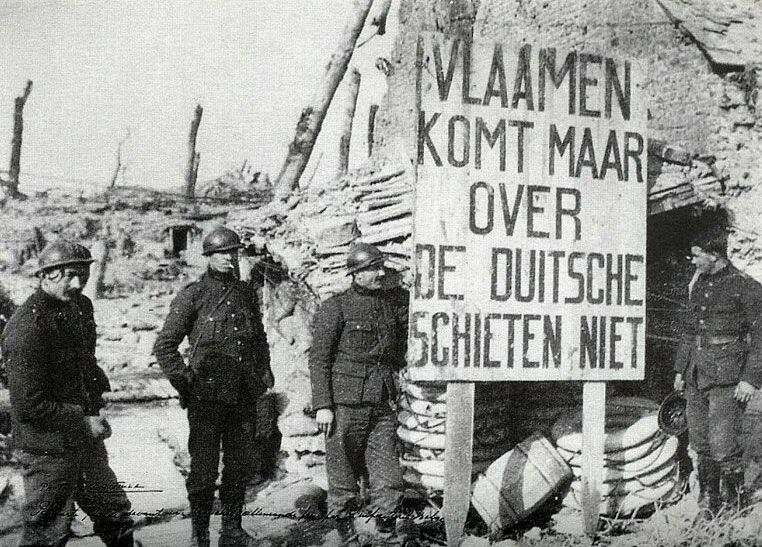
Немецкие солдаты и плакат с надписью на ломаном нидерландском: «Фламандцы, проходите, немцы не стреляют»

### Политика «фламандизации»
С началом вторжения на территорию Бельгии вооружённые силы Германии получили приказ «отделять» фламандцев от валлонов. 6 июня 1940 года нацистскими властями было объявлено об освобождении всех фламандцев, находившихся в заключении, но в действительности решение имело лишь ограниченный характер.
Благосклонное отношение нацистов к фламандским военнопленным являлось частью так называемой политики «фламандизации» (нем. Flamenpolitik). Фламандцы относятся к германоязычным народам, а потому, с точки зрения нацистской идеологии, представители фламандского этноса считались «превосходящими» валлонов в расовом отношении. Кроме того, по мнению исследователей, проведение политики было вызвано стремлением реализовать проект Великих Нидерландов в составе Великогерманского рейха с помощью фламандского населения. В августе 1940 года немцы начали активную репатриацию фламандских военнопленных, к февралю 1941 года 105 833 фламандца вернулись на родину.

## Репрессии

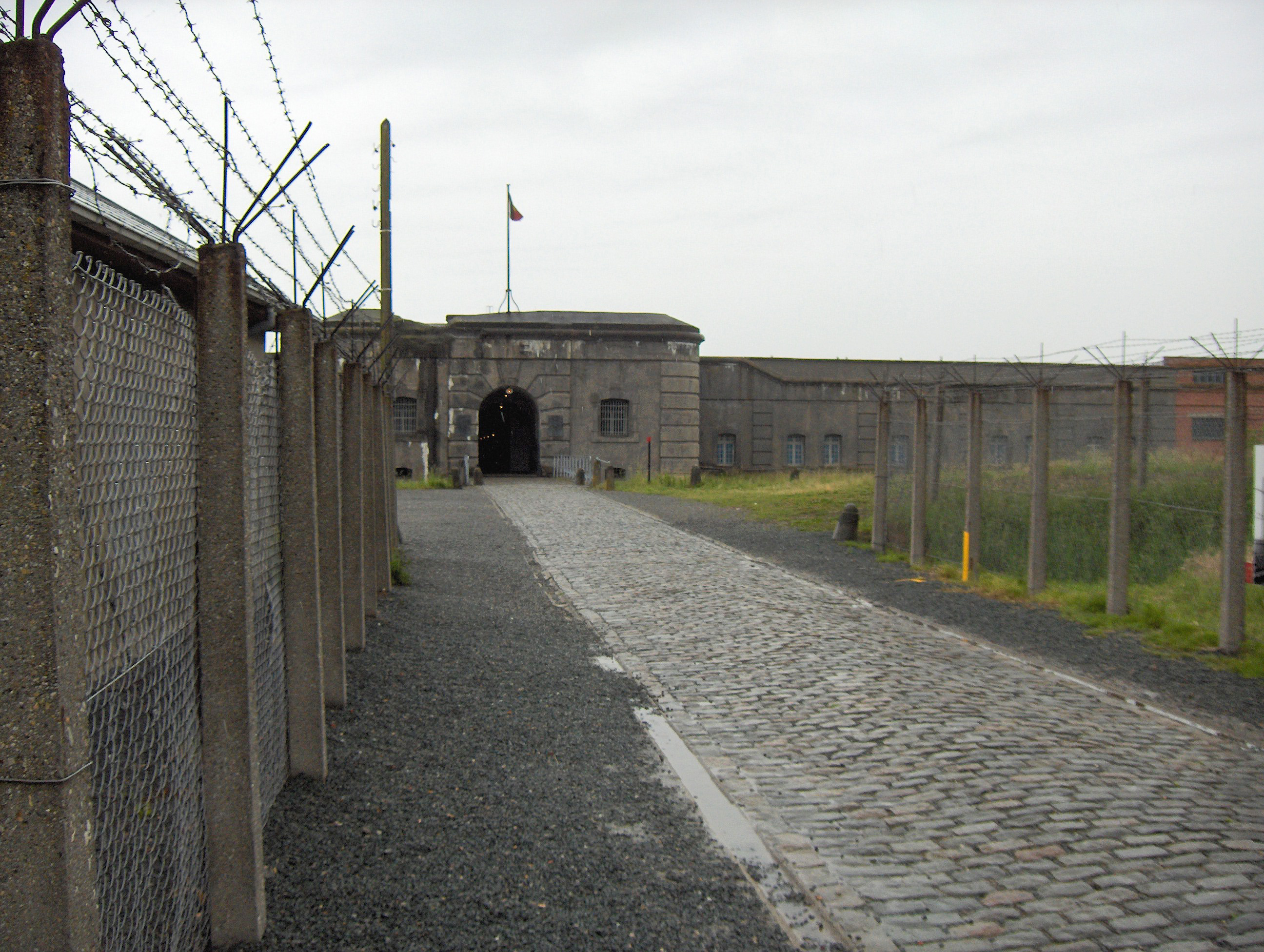
Концлагерь форт Бреендонк в окрестностях Мехелена, предназначенный в основном для членов Движения Сопротивления и политических диссидентов

В течение первого года оккупации немецкие власти в Бельгии поддерживали политику «сотрудничества» с гражданским населением. Отчасти это объяснялось тем, что деятельность Сопротивления на первых этапах была незначительной, и требования, предъявляемые властью к бельгийским гражданским лицам и предприятиям, являлись относительно умеренными по причине продолжавшихся военных успехов Германии. Однако в ходе боевых действий на территории Бельгии имели место случаи массовых убийств бельгийских гражданских лиц немецкими войсками; так, в ходе резни в Винкте (близ Гента) погибли 86 граждан.
В 1941 году режим был ужесточён. В основном это было связано с возросшими расходами Германии, вызванными вторжением немецких войск на территорию СССР, а также с решением оккупационных властей о начале проведения расовой политики «фламандизации». В августе 1941 года военное правительство объявило, что за каждого немца, убитого членами Движения Сопротивления, будут казнены пять заложников из числа бельгийских граждан. Однако генерал-губернатор оккупированной Бельгии Александр фон Фалькенхаузен внёс изменения в закон, и в результате расстрелу подлежали не «гражданские лица по жребию», а содержавшиеся в тюрьмах преступники и политические заключённые. Систематическое преследование меньшинств (таких как евреи, цыгане и масоны) началось в 1942 году и сопровождалось гораздо более жёсткими репрессиями в отношении бельгийского политического инакомыслия и оппозиции.

### Холокост
В начале войны население Бельгии было преимущественно католическим. Еврейская община, насчитывавшая 70—75 тысяч человек (при общей численности населения королевства в 8 миллионов человек), составляла крупнейшее этническое меньшинство страны. Основная часть евреев проживала в крупных городах, таких как Антверпен и Брюссель. Подавляющее большинство из них являлось беженцами из Германии и стран Восточной Европы, лишь малая часть евреев (не более 10 %) имела бельгийское гражданство.

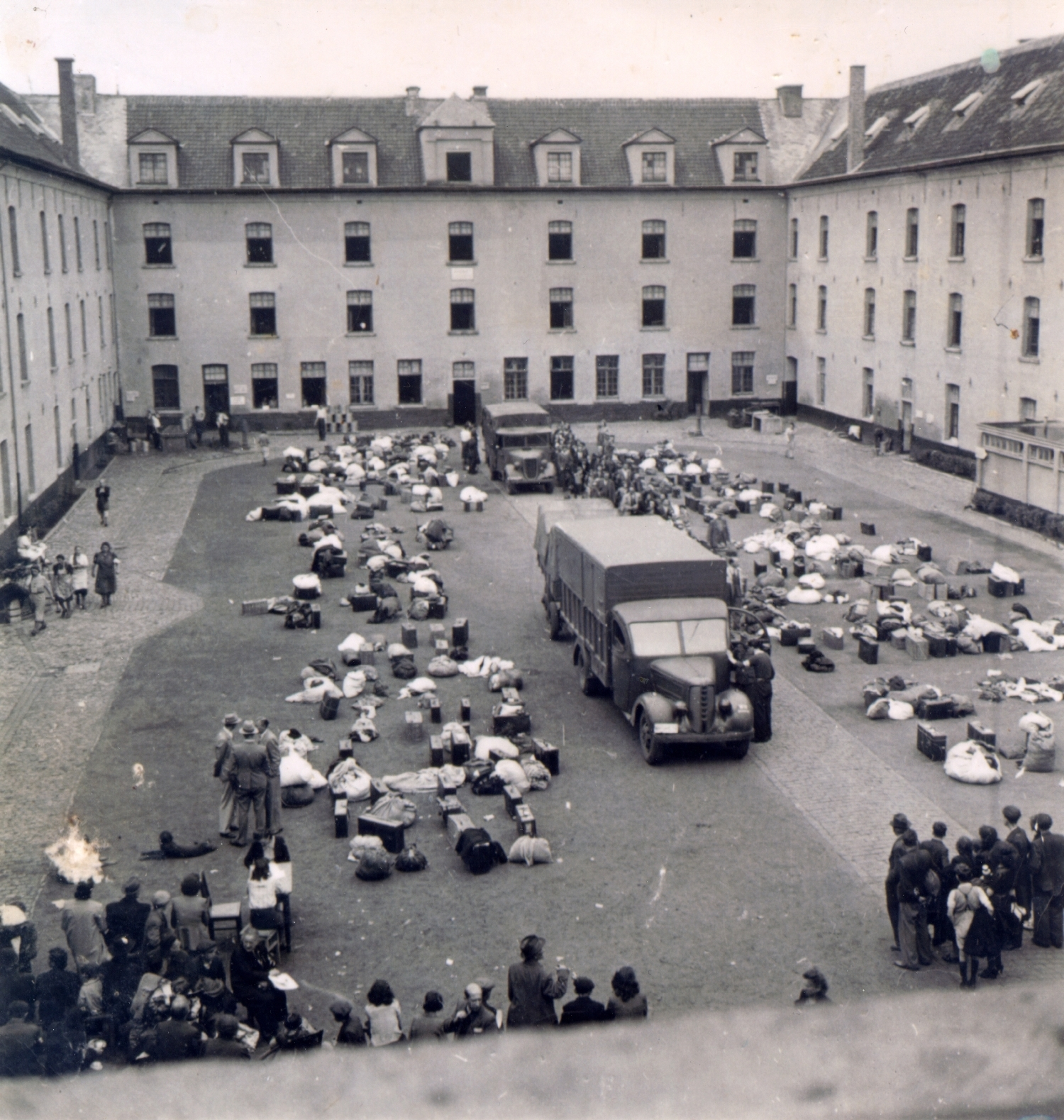
Транзитный лагерь Мехелен (1942 год)

Вскоре после вторжения в Бельгию, в октябре 1940 года, военное правительство приняло ряд антиеврейских законов, аналогичных законам о статусе евреев режима Виши. Для исполнения решений, касавшихся еврейского населения на оккупированной территории, немцы учредили юденрат и Ассоциацию бельгийских евреев (фр. Association des Juifs en Belgique, AJB). Комитет генеральных секретарей отказался сотрудничать в принятии любых мер, направленных против еврейского населения Бельгии. Военное правительство же, очевидно, не желало в дальнейшем принимать и модернизировать законодательные акты относительно правового режима «еврейского вопроса». Впоследствии правительство Германии приступило к вытеснению евреев с государственной службы и захвату принадлежавших им предприятий. В апреле 1941 года после просмотра фильма «Вечный жид» члены фламандских «общих СС» и других крайне правых фашистских группировок устроили так называемый «Антверпенский погром»: были разграблены две синагоги и сожжён дом главного раввина Антверпена.

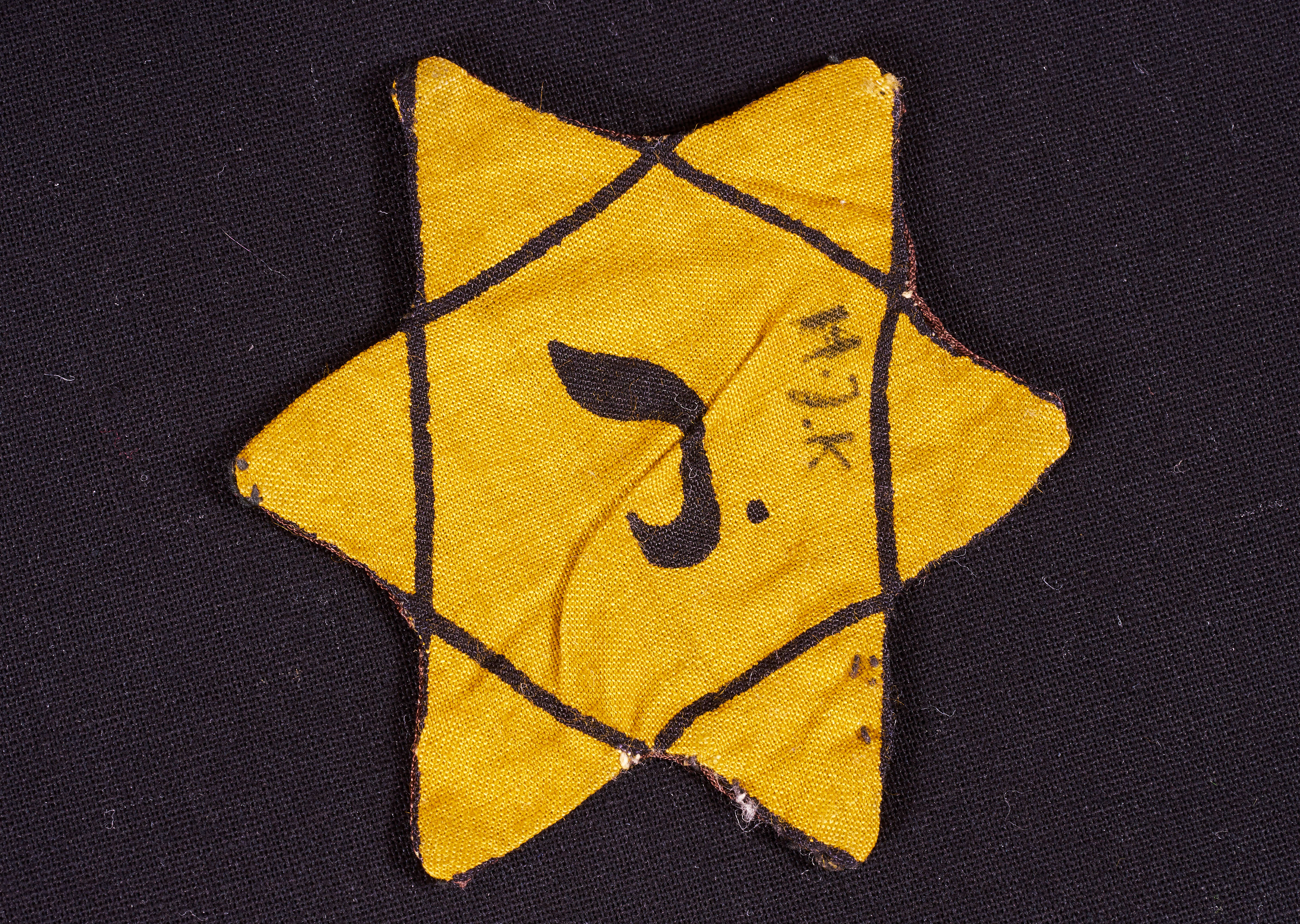
Жёлтая звезда Давида, введённая нацистами в Бельгии

В 1942 году в рамках политики «окончательного решения еврейского вопроса» преследования бельгийских евреев усилились. С мая 1942 года евреи были вынуждены носить в общественных местах жёлтые звёзды Давида в качестве знаков отличия. Используя реестры, составленные Ассоциацией бельгийских евреев, немцы начали депортировать представителей еврейского населения в концентрационные лагеря на территории оккупированной Польши. Граждане, выбранные из списков, должны были явиться в недавно созданный транзитный лагерь Мехелен, откуда затем подвергались депортации в концентрационные лагеря, преимущественно в Освенцим и Берген-Бельзен. В период с августа 1942 года по июль 1944 года из Бельгии было депортировано около 25 000 евреев и 350 цыган; более 24 000 человек погибли в заключении, в их числе — известный художник Феликс Нуссбаум.
В 1942 году в обществе заметно усилилась оппозиция немецким властям в вопросе обращения с еврейским населением. К концу оккупации более 40 % от общего числа бельгийских евреев находилось на нелегальном положении, многие из них скрывались в католических храмах и монастырях. Кроме того, существовали организованные движения сопротивления, такие как Комитет защиты евреев (фр. Comité de Défense des Juifs, CDJ), предоставлявшие гражданам продукты питания и убежище; многие евреи продолжали в качестве добровольцев присоединяться к вооружённому сопротивлению. Преследования евреев были осуждены примасом Бельгии Йозефом ван Руем, который охарактеризовал действия нацистов как «бесчеловечные». Партизанские организации имели обширную еврейскую подпольную сеть в Брюсселе и других крупных городах региона. В апреле 1943 года члены бельгийского Движения Сопротивления (многие из которых также входили в Комитет защиты евреев) атаковали двадцатый железнодорожный конвой в Освенцим и сумели освободить большинство пленников.

### Оппозиция, политические заключённые

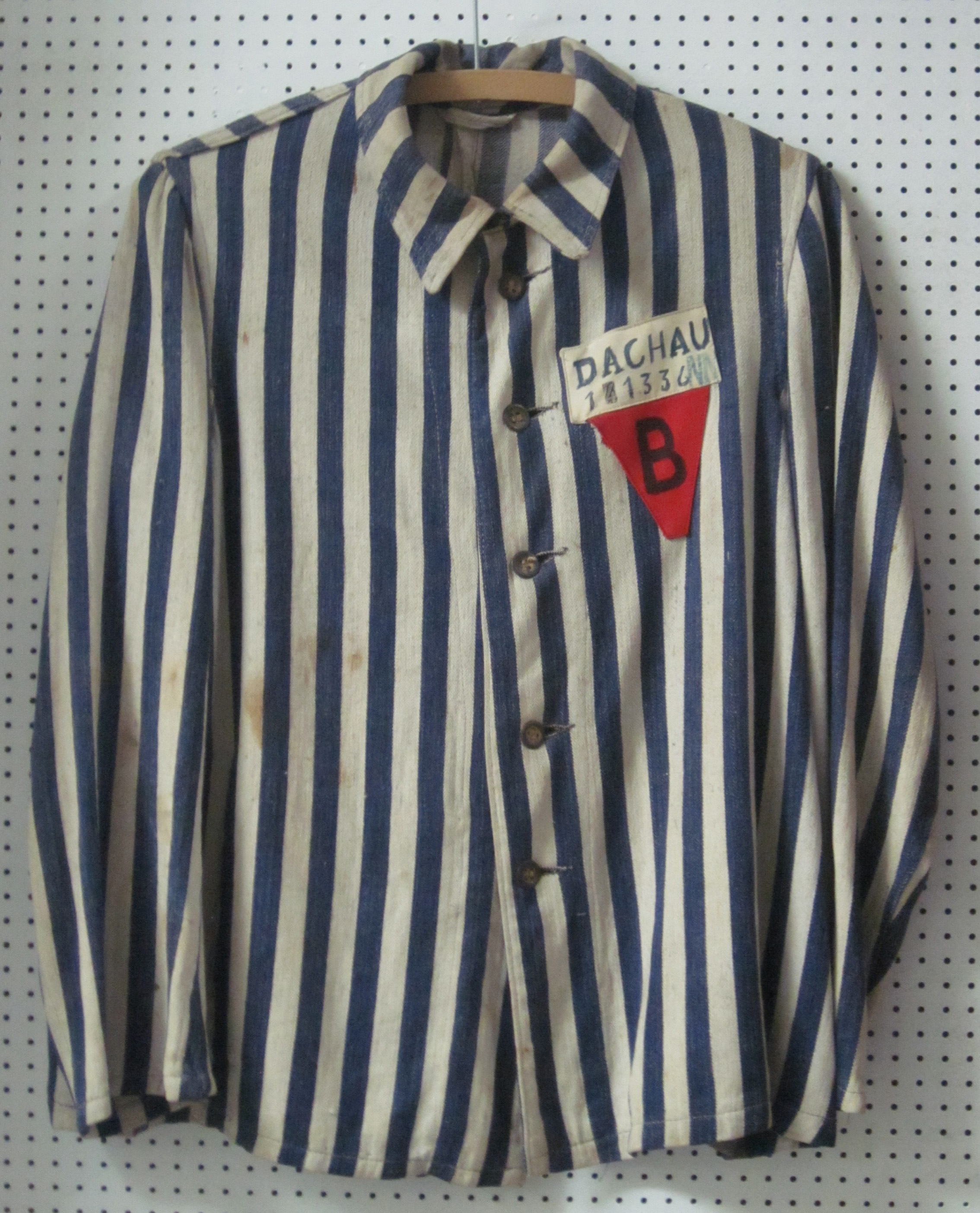
Форма заключённого в Дахау; красный треугольник с буквой «B» внутри определял владельца как политзаключённого из Бельгии

На первых этапах оккупации, в связи с подписанием в 1939 году Договора о ненападении между Германией и Советским Союзом, члены подпольной Коммунистической партии Бельгии не вступали в открытую конфронтацию с немецкими властями. Однако их отношение к режиму изменилось в июне 1941 года, когда одновременно с началом немецкого вторжения на территорию СССР в ходе операции под кодовым названием «Летнее солнцестояние» (нем. «Sommersonnenwende») было арестовано множество бельгийских коммунистов. В сентябре 1942 года аресту подверглось более 400 рабочих, подозревавшихся немецким правительством в подготовке крупномасштабной забастовки.
Оккупационный режим и проводившаяся немецким правительством политика вызывали постоянно растущий протест среди населения Бельгии. В антифашистских и антинацистских выступлениях и акциях участвовали студенты и преподаватели, в декабре 1942 года в знак протеста против введения принудительной трудовой повинности забастовку объявили служащие судов. Однако наиболее активной силой, выступавшей против оккупационного режима, оставались бельгийские рабочие под предводительством Коммунистической партии; они же составляли основу и большинство участников Движения Сопротивления.
В дальнейшем многие антинацистски настроенные политические активисты Бельгии в рамках исполнения директивы Адольфа Гитлера «Ночь и туман» (нем. «Nacht und Nebel») подвергались массовым задержаниям и депортации в немецкие и польские концентрационные лагеря. В их числе арестованный в 1943 году политик Поль-Эмиль Янсон, ранее занимавший пост премьер-министра Бельгии; спустя год заключения в Бухенвальде Янсон скончался. Большинство из задержанных участников Сопротивления также направлялись в концлагеря. Так, Альберт Герисс, один из организаторов Движения, был заключён в лагерь Дахау и после освобождения страны некоторое время занимал пост президента Международного комитета заключённых.
В 1940 году командование вермахта переоборудовало военный форт в Бреендонке в тюремный лагерь (нем. Anhaltelager). Первоначально лагерь был предназначен для евреев, но к 1941 году большинство заключённых в Бреендонке составляли бельгийские политзаключённые и члены Сопротивления. Форт был печально известен плохими условиями содержания арестантов и высокой смертностью: именно там происходили массовые казни бельгийских граждан. Примечательно, что лагерь в основном охранялся не немецкими, а фламандскими военнослужащими. Всего в период с ноября 1942 года по апрель 1943 года из 3500 заключённых было убито около 300 человек и по меньшей мере 84 узника погибли от пыток и голода. Остальные заключённые подвергались дальнейшей депортации в более крупные концентрационные лагеря на территории Германии.

## Коллаборационизм
Ещё до начала войны, в 1930-х годах, в Бельгии существовали фашистские партии с собственными средствами массовой информации и военизированными подразделениями. В большинстве своём они поддерживали политику нейтралитета королевства, а после начала оккупации — деятельность немецкого правительства на захваченной территории. Несмотря на это, фашистские организации часто расходились с оккупационными властями по различным идеологическим вопросам, таким как роль католицизма или статус Фландрии и фламандского населения. Кроме того, хотя им было предоставлены широкие права и возможности для организованной деятельности, бельгийские фашисты по большей части не пользовались доверием немцев.
К 1944 году, по мере ухудшения военно-политического положения Германии, коллаборационистам оказывалось всё меньше поддержки со стороны немецкого правительства. В то же время, ожесточённые всё расширявшейся деятельностью Движения Сопротивления, бельгийские фашисты продолжали осуществление репрессий в отношении мирного населения страны. Так, одна из наиболее известных массовых казней граждан Бельгии была спровоцирована произошедшим 17 августа 1944 года убийством рексистского бурмистра города Шарлеруа участниками Сопротивления. Жертвами резни оказались более 20 гражданских лиц, расстрелянных на следующий день членами фашистских военизированных формирований в Курселе (провинция Эно). Впоследствии удалось опознать 97 участников бойни, 80 из них были арестованы и преданы суду; 27 человек были казнены 10 ноября 1947 года.
После окончания войны 53 000 бельгийских граждан (0,6 % населения страны) были признаны виновными в сотрудничестве с оккупационными режимом. В их числе 15 000 бельгийцев — военнослужащих двух отдельных дивизий ваффен-СС, формировавшихся по языковому признаку. Известно, что многих граждан, особенно после вторжения Германии в Советский Союз, убеждали присоединяться к немецким войскам ради борьбы с идеологией «враждебного коммунизма».

### Фландрия

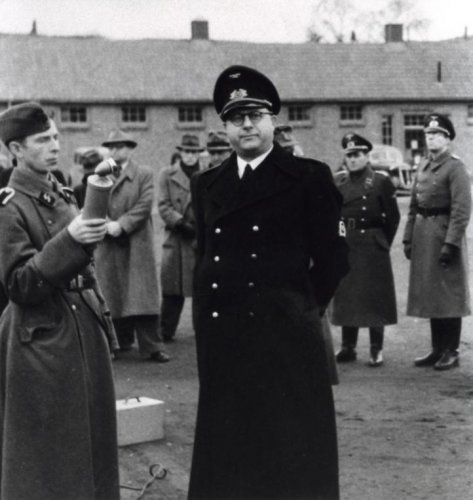
Хендрик Элиас, руководитель Фламандского национального союза с октября 1942 года

В довоенный период во фламандском регионе Бельгии существовало несколько фашистских политических партий и движений. Крупнейшими из них являлись ультраправые организации националистической направленности, такие как Фламандский национальный союз (нидерл. Vlaamsch Nationaal Verbond, VNV) и партия Verdinaso (нидерл. Verbond van Dietsche Nationaal-Solidaristen), призывавшие к созданию независимой авторитарной Фландрии, реализации проекта Великих Нидерландов. Фламандский национальный союз одним из первых в оккупированной Бельгии официально принял решение о сотрудничестве с немецким правительством, став вскоре самой многочисленной коллаборационистской группировкой во Фландрии: организации удалось привлечь множество новых участников после распада партии Verdinaso в 1941 году и слияния с фламандским крылом общенациональной фашистской партии рексистов; всего в годы оккупации Союз насчитывал до 60 000 членов. Основателем и многолетним руководителем организации являлся политический деятель, фламандский националист Стаф де Клерк. После его смерти в октябре 1942 года Союз возглавил адвокат Хендрик Элиас. Впоследствии, при изучении нацистских документов, было выяснено, что задолго до начала оккупации де Клерк был завербован в качестве агента немецкой военной разведки, а издаваемая от имени организации газета получала ежемесячную денежную дотацию от министерства иностранных дел Германии.

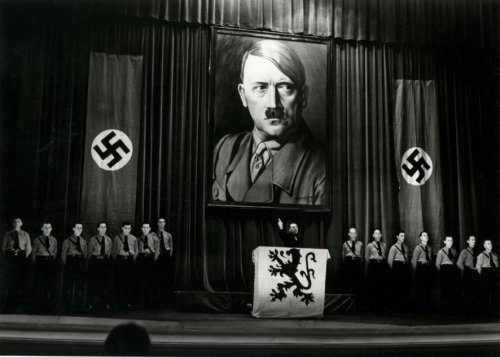
Собрание фламандских националистов под руководством Варда Германса (Гент, 1941 год)

Ультраправая партия Verdinaso возглавлялась националистом Йорисом ван Севереном. Перед вступлением немецких войск в Бельгию ван Северен был арестован французскими властями и казнён. Оставшись без лидера, участники движения в конечном итоге примкнули к Фламандскому национальному союзу.
Определённым влиянием пользовалось Немецко-фламандское рабочее сообщество (нидерл. Du its-Vlaamse Arbeidsgemeenschap, DeVlag), учреждённое в 1936 году фламандскими студентами, выступавшими за культурное сближение с Германией. Однако постепенно в организации, насчитывавшей к началу войны около 55 000 участников, стали преобладать фашистские и национал-социалистические настроения. В целом сообщество выступало за нацистский антиклерикализм и вхождение Фландрии в состав Германии, «принятие фламандского населения в германское сообщество на правах автономного народа, руководимого собственными лидерами».

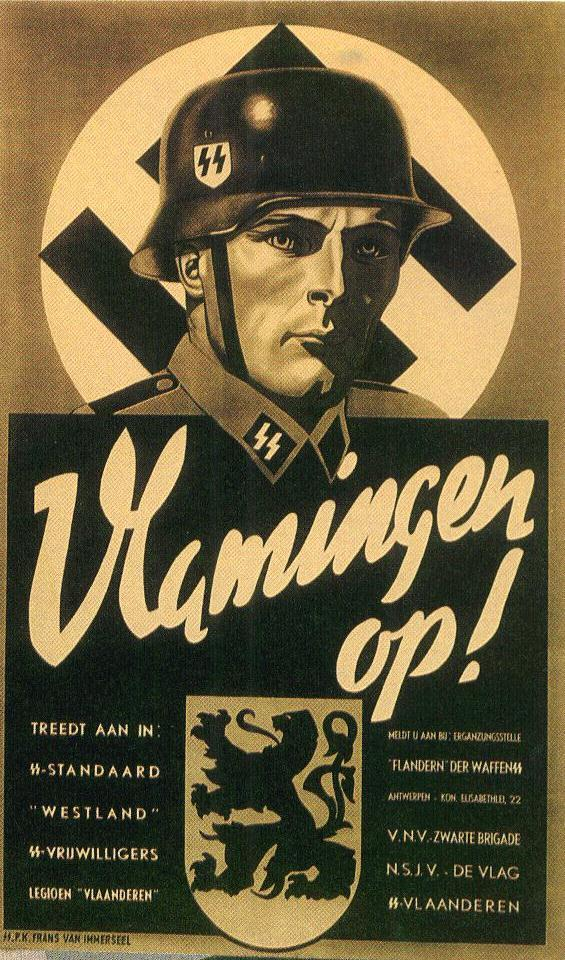
Пропагандистский плакат Фламандского легиона СС

В рамках политики «фламандизации» оккупационное правительство оказывало широкую поддержку коллаборационистским фламандским организациям, в особенности Фламандскому национальному союзу. Кроме того, немцы активно продвигали фламандских фашистов и националистов на различные административные посты в центральных и местных органах власти Бельгии. Так, Жерар Ромзее, один из лидеров Союза, в годы оккупации получил пост генерального секретаря внутренних дел, а Виктор Лееманс, видный член партии Verdinaso, — должность генерального секретаря по экономическим вопросам. Также участники фашистских организаций вербовались в немецкие карательные органы: службу безопасности, гестапо, полевую жандармерию.
При активном участии Фламандского национального союза в июле 1941 года был сформирован Фламандский легион СС, пехотное подразделение в составе вермахта. Легион участвовал в боях под Ленинградом и у озера Ильмень и понёс тяжёлые потери. 31 мая 1943 года подразделение было переформировано в 6-ю добровольческую бригаду СС «Лангемарк», 18 октября 1944 года — в 27-ю добровольческую гренадерскую дивизию СС «Лангемарк». Немецкое командование также поощряло создание независимых фламандских военизированных организаций, таких как Фламандская гвардия (нидерл. Vlaamse Wacht), основанная в мае 1941 года. В конечном итоге, по планам оккупационного правительства, вооружённые участники коллаборационистских организаций должны были заменить немецкий гарнизон Бельгии, что позволило бы направить на фронт дополнительные армейские подразделения.
Начиная с 1942 года доминирование Фламандского национального союза постепенно сменялось преобладанием более радикального Немецко-фламандского рабочего сообщества, пользовавшегося поддержкой СС и нацистской партии. Сообщество было тесно связано с полувоенным формированием СС и фламандских националистов Algemeene-SS Vlaanderen (после 1942 года — нидерл. Germaansche SS in Vlaanderen), которое дислоцировалось в Бельгии и участвовало в «Антверпенском погроме» 1941 года.

### Валлония

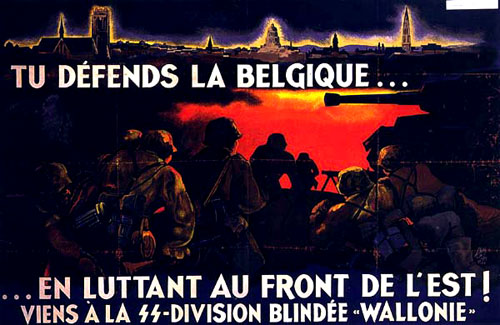
Плакат о наборе добровольцев в легион СС «Валлония», надпись гласит: «Ты защищаешь Бельгию... сражаясь на Восточном фронте! Вступай в бронетанковую дивизию СС „Валлония“»

Среди валлонских фашистов ведущую роль играли так называемые рексисты во главе с Леоном Дегрелем. Хотя рексистская идеология была фашистской и антисемитской, наиболее близкой к принципам НСДАП, до начала войны партия имела тесные связи лишь с Национальной фашистской партией Бенито Муссолини. Более того, печатное издание рексистов Le Pays Réel, авторы которого изначально критиковали немецкий антиклерикализм, в 1930-х годах была запрещена к распространению на территории Германии. С момента своего учреждения партия поддерживала политику нейтралитета королевства, однако после вторжения Германии и начала оккупации рексисты выразили поддержку немецким войскам и в конце концов стали главной коллаборационистской силой в Валлонии.
В первые годы оккупации на рексистов и лично на Дегреля немецкое правительство возлагало особые надежды в проведении своей политики в Бельгии. В июне 1942 года Дегрель сообщил Гитлеру, что при освобождении бельгийских военнопленных происходит задержка с освобождением членов рексистской партии. В ответ Гитлер немедленно распорядился освобождать их из плена в первую очередь и направлять в распоряжение Дегреля. В январе 1943 года в телеграмме немецкому послу в Брюсселе статс-секретарь министерства иностранных дел Германии Эрнст фон Вайцзеккер подчёркивал, что, по мнению фюрера, Дегрель представляет собой «единственно приемлемого [для Третьего рейха] бельгийца и поэтому его нужно всячески поддерживать». Однако к середине 1944 года в связи с резким ухудшением военно-политического положения Германии отношения между немецким правительством и Дегрелем стали значительно прохладнее. Генрих Гиммлер охарактеризовал тогда Дегреля как человека, «изменившего свои взгляды».
В соответствии с проводимой немцами политикой «фламандизации» рексисты-валлоны, в отличие от фламандских фашистов, не получили «привилегированного» статуса. Тем не менее, рексистам было позволено возобновить издание партийной газеты, а также восстановить и значительно расширить собственное военизированное крыло (милицейское формирование), запрещённое до войны, — Formations de Combat. В апреле 1943 года Рексистская партия объявила себя частью СС. В период оккупации рексисты регулярно осуществляли нападения на представителей еврейского населения Бельгии, а с 1944 года также участвовали в репрессиях против гражданских лиц. В августе 1944 года рексистская милиция была ответственна за резню в Курселе.
После того, как Дегрель в своей речи в январе 1943 года заявил, что валлоны «также являются германцами», и выразил готовность сражаться за «общегерманское дело», Гитлер позволил сформировать легион СС «Валлония» (аналогично Фламандскому легиону) под командованием самого Дегреля. В то же время немецкое правительство отказалось от идеи председателя Рексистской партии о создании общего «Бельгийского легиона», предпочтя придерживаться ранее зарекомендовавшего себя принципа формирования воинских подразделений по языковому (этническому) признаку.
После непродолжительных боёв стало ясно, что валлонский легион недостаточно подготовлен для ведения боевых действий. В 1943 году по решению Гиммлера подразделение было преобразовано в «Штурмовую бригаду СС Валлония» и отправлено на Восточный фронт. Бригада была практически полностью уничтожена в 1944 году в ходе Корсунь-Шевченковской операции. Командир бригады, оберштурмбаннфюрер СС Люсьен Липпер, погиб. Взятые в плен 1800 бельгийцев, сражавшиеся на стороне вермахта, после окончания войны были освобождены и получили право вернуться на родину. После отступления немцев командованием были выделены испанские и французские добровольцы для пополнения личного состава бригады (переименованной в 28-ю гренадерскую дивизию СС «Валлония») по причине нехватки бельгийцев в рядах немецких войск.

## Сопротивление оккупации

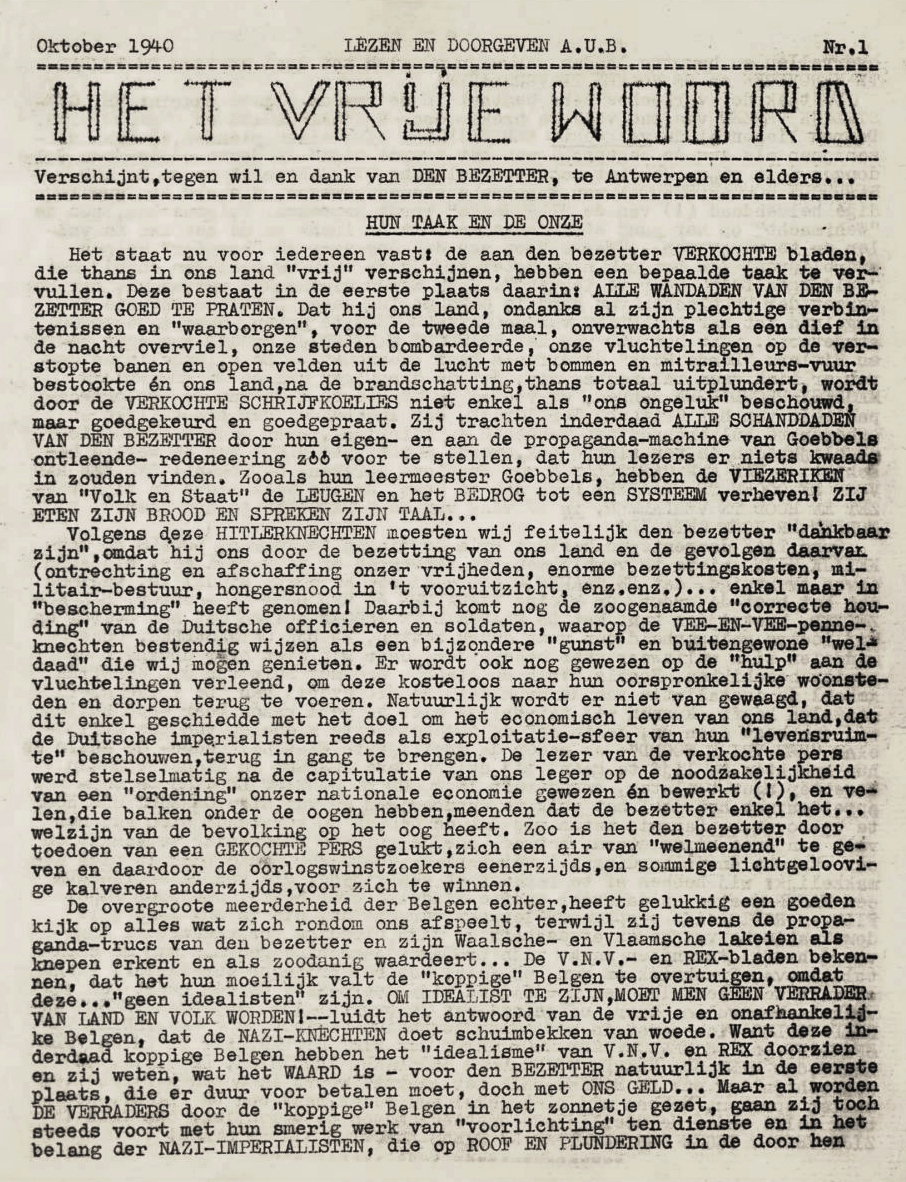
Het Vrije Woord — подпольная газета, издававшаяся на нидерландском языке

Первые организации сопротивления немецким оккупационным силам и в целом Гитлеровской Германии были созданы в Бельгии ещё зимой 1940 года, до вторжения вермахта на территорию королевства. После поражения Германии в битве за Британию стало ясно, что война ещё не окончена и силы антигитлеровской коалиции не исчерпаны. Всего в деятельности организованного Движения Сопротивления, оказывавшего поддержку союзникам, принимали участие около 5 % от всего населения Бельгии, однако множество бельгийцев было вовлечено в пассивное сопротивление режиму, рискуя в случае задержания подвергнуться пыткам или казни. Всего в годы оккупации погибли (были убиты или казнены) около 17 000 бельгийцев — участников Сопротивления.
Одними из наиболее заметных форм пассивного сопротивления стали забастовки бельгийских рабочих, часто проводившиеся в символические даты: 10 мая (годовщина вторжения Германии), 21 июля (Национальный день Бельгии), 11 ноября (годовщина капитуляции Германии в Первой мировой войне). Крупнейшей забастовкой стала так называемая «Стачка ста тысяч», произошедшая 10 мая 1941 года на сталелитейном заводе Cockerill-Sambre города Серена. Информация о забастовке быстро распространялась, и вскоре по всей провинции Льеж бастовали не менее 70 000 рабочих; стачка окончилась лишь 18 мая, после принятия немецким правительством решения об увеличении заработных плат рабочих на 8 %. В ноябре 1942 года и феврале 1943 года в Бельгии также произошёл ряд крупномасштабных стачек, подавленных немецкими оккупационными силами. Пассивное сопротивление, однако, проявлялось и в относительно менее заметных действиях. Так, среди пассажиров общественного транспорта появился обычай уступать свои места евреям; не относившиеся к противозаконным, подобные поступки подрывали навязанный немецкими властями общественный порядок.

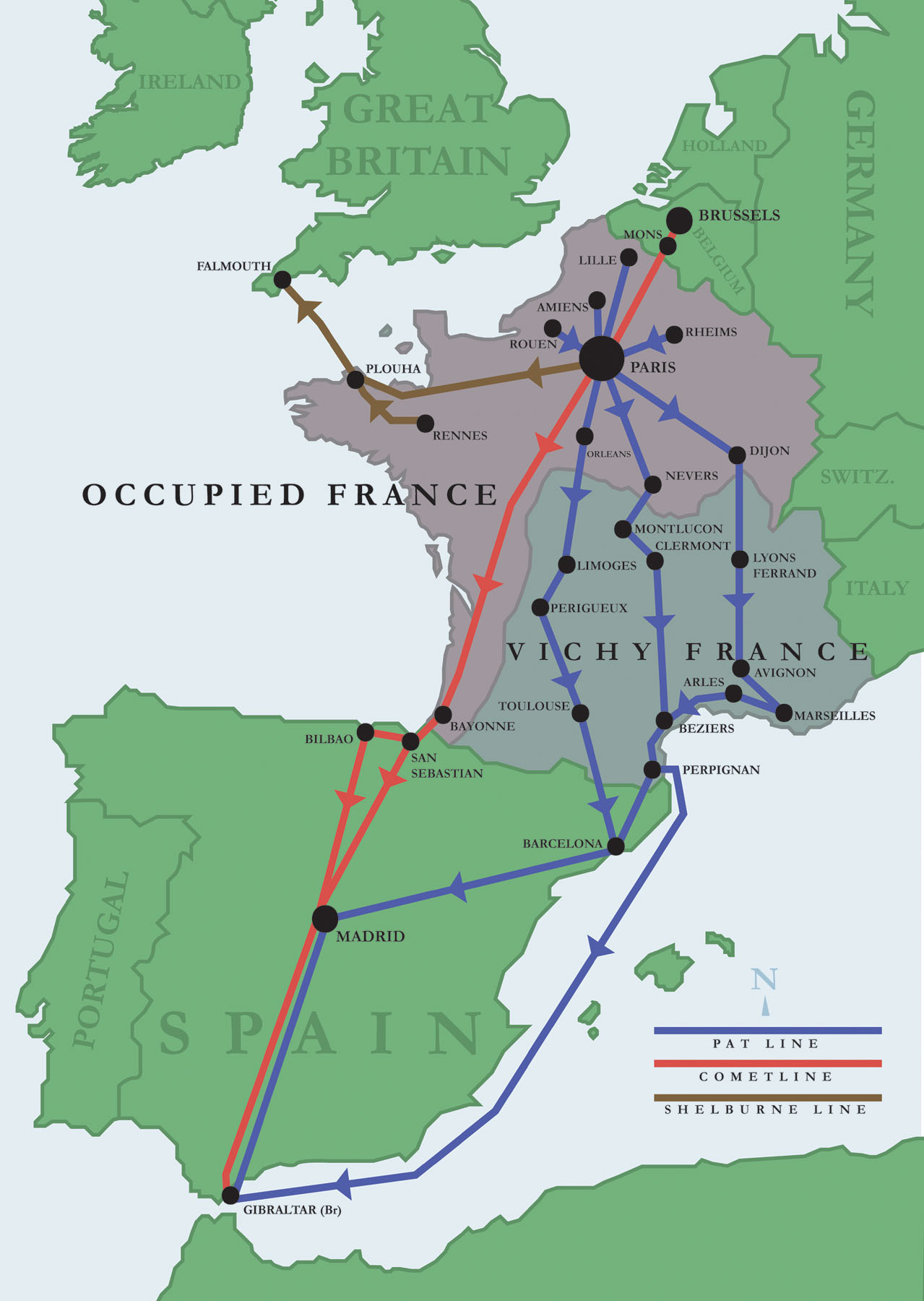
Пути эвакуация сбитых во Франции и Бельгии летчиков авиации союзников

Активное сопротивление в Бельгии принимало форму саботажа на железнодорожных дорогах и путях сообщения, а также сокрытия евреев и оппозиционеров. Сопротивление породило большое количество газет, подпольно издававшихся на французском и нидерландском языках и нелегально распространявших сведения, которые отсутствовали в официально утверждённых цензурных изданиях. Тираж подпольной прессы достигал значительных объёмов (например, тираж газеты La Libre Belgique составлял порядка 70 000 экземпляров). Нападения на немецких военнослужащих осуществлялись достаточно редко, поскольку немецкая администрация практиковала казнь по меньшей мере пяти бельгийских граждан за каждого убитого немецкого солдата.
Бельгийские специализированные группы, такие как «Линия кометы» (фр. Réseau Comète), оказывали помощь сбитым немцами лётчикам стран — участниц антигитлеровской коалиции. Рискуя жизнью, бельгийцы сопровождали военнослужащих через оккупированную Францию в нейтральную Испанию, откуда лётчики могли вернуться в Великобританию.
Движение Сопротивления никогда не являлось единой организацией; многочисленные группировки действовали самостоятельно в зависимости от их политической принадлежности, географического расположения или специализации. Риск проникновения немецких информаторов в подобные группы свидетельствовал, что многие из них были чрезвычайно малы и локализованы, и, хотя общенациональные объединения действительно существовали, они имели политические и идеологические различия: от крайне левых, таких как коммунистическая Партизанская армия (фр. Partisans Armés) или социалистический Фронт независимости (фр. Front de l'Indépendance), до крайне правых, таких как монархические Национальное роялистское движение (фр. Mouvement national royaliste) и Бельгийский легион (фр. Légion Belge; впоследствии переименован в «Секретную армию», фр. Armée Secrète), созданный участниками довоенного фашистского национального движения Национальный легион (фр. Légion Nationale). Некоторые организации, такие как «Группа G» (фр. Groupe G), не придерживались конкретной идеологии, но специализировались на определённых видах сопротивления и формировались из строго определённых слоёв населения.

## Освобождение

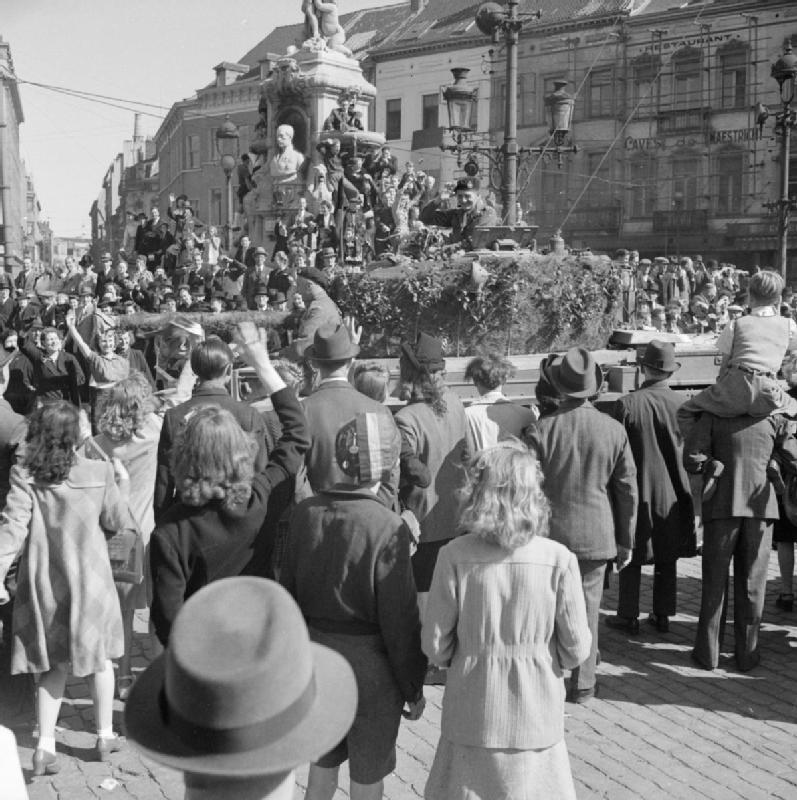
Британские танки в Брюсселе, 4 сентября 1944 года

В июне 1944 года западные союзники высадились в Нормандии, на севере Франции, примерно в 400 километрах к западу от бельгийской границы. В результате ожесточённых боёв союзники прорвали немецкие рубежи и начали наступление в направлении Парижа, а затем и к бельгийской границе. К августу основная часть немецкой армии на севере Франции (за исключением гарнизонов укреплённых городов, таких как Дюнкерк) отступила на восток. По мере приближения союзников к границе закодированные сообщения, передаваемые по Radio Belgique, сообщали о расширении деятельности Сопротивления. 28 августа глава гражданской администрации Йозеф Грое приказал начать отступление немецких войск, а 1 сентября первые союзные подразделения (в их числе Свободная бельгийская САС) пересекли бельгийскую границу. 4 сентября Брюссель перешёл под контроль союзников.
Бельгийское правительство в изгнании вернулось в страну 8 сентября и приступило к восстановлению государства и бельгийской армии. 20 сентября брат короля Леопольда III, Шарль, был назначен принцем-регентом и оставался формальным главой государства вплоть до 20 июля 1950 года, когда было принято решение о возвращении короля к исполняемым им обязанностям.
По мере того как немецкая армия перегруппировывалась и пути снабжения союзников расширялись, линия фронта стабилизировалась вдоль восточной границы Бельгии. Районы на юго-востоке страны оставались подконтрольны Германии, а в ходе Арденнской операции зимой 1944 года на короткий промежуток времени перешли в руки союзников. Однако повторная утрата данных районов лишь незначительно задержала полное освобождение королевства, и 4 февраля 1945 года, с захватом деревни Бюллинген, вся страна оказалась под контролем союзных войск.
По оценкам исследователей, в общей сложности 40 690 бельгийцев, более половины из которых являлись евреями, погибли в ходе оккупации, а ВВП страны сократился на 8 % от довоенных показателей.